# 大分郡
- 令制国一覧 > 西海道 > 豊後国 > 大分郡
- 日本 > 九州地方 > 大分県 > 大分郡

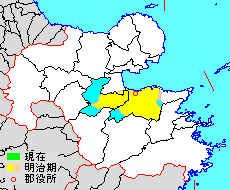
大分県大分郡の位置（薄黄：後に他郡に編入され、その後復帰した区域 水色：のちに他郡から編入した区域）

大分郡（おおいたぐん）は、大分県（豊後国）にあった郡。
19世紀初頭の記録『豊後国志』によれば、東は海部郡（あまべぐん）、西は速見郡、南は大野郡と直入郡、北は海に接している。

## 郡域
1878年（明治11年）に行政区画として発足した当時の郡域は、概ね以下の区域にあたる。
- 大分市の大部分（青崎、志村、須賀、丹生、丹川、宮河内、広内以東および安藤[1]・沢田[1]・荷尾杵[1]・高原[1]・今市[2]を除く）
- 由布市の大部分（湯布院町各町[3]・庄内町阿蘇野[4]を除く）
- 別府市の一部（内成）

## 古代
天平12年（740年）頃までに成立したとされる『豊後国風土記』において、豊後国の8つの郡のひとつとして大分郡が挙げられている。同書の大分郡の条によれば、景行天皇が巡幸した際に、地形を見て、広く大きいので碩田国（おほきたのくに）と名付けたものが訛ったとされるが、実際の地形から見て「多き田」が語源だとの説もある。
また、承平年間（931年 - 938年）に成立した『和名類聚抄』には、この郡に、阿南、稙田、津守、荏隈、判太、跡部、武蔵、笠租、笠和、神前の10郷があったと記されているが、笠租と笠和は重複であるという説もある。

### 式内社
『延喜式』神名帳に記される郡内の式内社。
| 神名帳           | 神名帳           | 神名帳 | 神名帳           | 比定社                       | 比定社           | 比定社         | 集成 |
| 社名             | 読み             | 格     | 付記             | 社名                         | 所在地           | 備考           | 集成 |
| ---------------- | ---------------- | ------ | ---------------- | ---------------------------- | ---------------- | -------------- | ---- |
| 大分郡 1座（大） |                  |        |                  |                              |                  |                |      |
| 西寒多神社       | ササムタノ ニシ- | 大     |                  | 西寒多神社                   | 大分県大分市寒田 | （豊後国一宮） |      |
| 西寒多神社       | ササムタノ ニシ- | 大     | （論）西寒多神社 | 大分県豊後大野市犬飼町西寒田 |                  |                |      |
| 凡例を表示       |                  |        |                  |                              |                  |                |      |

## 江戸時代
- 慶長6年
  - （1601年）2月 - 肥後熊本藩主加藤清正が豊後国内に2万石を与えられる。
- 3月11日（1601年4月13日） - 豊後高田城主竹中重利が大分郡府内2万石に転封され、府内藩が成立。
- 元和9年閏8月23日（1623年10月17日） - 越前北ノ庄藩主松平忠直が豊後に配流され、府内藩主竹中重義に御預となる。大分郡内に忠直の隠居料が設定され、監検使（府内目付）が置かれる。
- 寛永9年
  - 6月1日（1632年7月17日） - 熊本藩主加藤忠広が改易される。
  - 10月4日（1632年11月15日） - 豊前小倉藩主細川忠利が肥後熊本藩52万石に転封される。大分郡内の39か村は引き続き熊本藩領となる。
- 寛永11年
  - 2月22日（1634年3月21日） - 府内藩主竹中重義が処刑・改易される。
  - （1634年）4月 - 下野壬生藩主日根野吉明が豊後府内藩2万石に転封され入部する。
  - 閏7月6日（1634年8月29日） - 丹波亀山藩主松平忠昭が豊後亀川藩に転封され、大分郡内に所領を得る。
- 寛永12年（1635年）4月 - 松平忠昭が藩庁を速見郡亀川から大分郡中津留に移転（中津留藩）。
- 寛永19年（1642年） - 松平忠昭が藩庁を大分郡中津留から大分郡小路口（高松）に移転（豊後高松藩）。
- 慶安3年9月10日（1650年10月5日） - 松平忠直が死去。監検使（府内目付）が廃止され、忠直隠居料は収公されて幕府直轄地となる。
- 明暦2年3月26日（1656年4月20日） - 府内藩主日根野吉明が跡取りを遺さずに死去し、改易される。
- 明暦4年2月27日（1658年3月30日） - 高松藩主松平忠昭が府内藩に転封され、大分郡内102か村を領する。旧高松藩領は中津留など5か村を除き収公されて幕府直轄地となる。
- 延宝4年3月27日（1676年5月9日） - 府内藩主松平忠昭が、隠居により旗本・松平近鎮（忠昭の二男）に大分郡内の5か村余を分知。
- 慶応3年（1867年） - 幕府領が島原藩の預地から熊本藩の預地に変更される。

### 豊後国・岡藩
豊後国最大の藩であった岡藩は藩学校として輔仁堂、由学館、博済館、経武館、修道館などを持ち、1803年には唐橋世済（君山）らが『豊後国志』を編纂し、のちに幕府に献上した。これによれば当時の大分郡は9郷260町村を有し、約6万1781石の租税収入があった。また豊後大神氏以来の歴史の長さのとおり、神祠や仏寺、史跡としての城塁の数も多い。
|   | 郷                      | 町村 | 古跡                                                     |
| - | ----------------------- | --- | -------------------------------------------------------- |
| 1 | 笠和郷 （かさわごう）   | 町: 府内、松末、笠和、同慈寺、千手堂 村：六坊、律院、太平寺、椎迫、志手、勢家、駄原、生石、大山、白木、田浦、内成 |                                                          |
| 2 | 荏隈郷 （えのくまごう） | 村: 古國府（ふるこふ）、羽屋、豐饒（ぶにゅう）、畠中、奧小路、尼箇瀨、上、田中、井之蕪、永興（りょうご）、竹上 | 旧豊後国府                                               |
| 3 | 賀来郷 （かくごう）     | 村: 由原（ゆすはら）、金谷迫、宮苑、高崎、山口、七曹子、來鉢（くはち）、赤野、古原、三船、野田、東院（とき）、賀來、國分、平横瀬、中尾、下市、上市、鶴田、黑野、北方、向原（むかいのはる）、中、鬼瀨（おにがせ）、池上、柏野、海老毛（えびけ）、東行、中畠、平牀、田代、朴木、時松、埴坪（はねつぼ） | 高崎山城                                                 |
| 4 | 阿南郷 （あなんごう）   | 村: 櫟木（いちぎ）、五福、蛇口、久保、岩下、透內、畠田、瀨口、大津留、中尾、影戶、田口原、宗壽寺、竹中、小挾（おばさ）、間（ま）、柚木、平原、長野、葛原（かづらわら）、橋爪、甲斐田、東家、六郎丸、桑畠、雲取、弓袋籠、中牟禮、平良石、小原、武宮、後田、蓑草、直野內山、小袋、上淵、中淵、野畠、一之鹿倉、入小野、奈良田、瓜生田、富、下田向、知尾、大龍、山津留、五箇瀨、龍原、袋、池久保、筒口、中、小野、阿鉢、篠原、谷、馬籠（まごめ） | 船ヶ尾城、松ヶ尾城、権現獄城、鳥ヶ鼻塞、玄鳥獄塞、辻臺堡 |
| 5 | 稙田郷 （わさだごう）   | 村: 檀野原、鴛野、宮崎、田尾、寒田（そうだ）、石川、光吉、下宗方、上宗方、小野津留、雄城（おぎ）、桑本、粟野、高城、秋岡、仲、市、世利、田原、口戶、木上、胡麻津留、塚野、廻淵（めぐす）、入倉、野津原、惠良、吉熊、辻原、岡倉、矢野原、竹內、太田、今畠、原、芝尾、詰、湛水、栗灰、酒野、下野尾、田野小野、堂尻、鬼崎、横瀨 | 梯野山塞、雄城塢、野之臺塢                               |
| 6 | 津守郷 （つもりごう）   | 村: 下郡（南）、下郡（北）、羽田、片島、津守、本曲、今曲、光永（上）、光永（下） | 守岡古墳、守岡堡（もりおかとりで）                       |
| 7 | 判田郷 （はんだごう）   | 村: 昆布刈、高江、住狀、米良、高取、池吉、網河內、安田、百木、赤仁田 |                                                          |
| 8 | 高田郷 （たかだごう）   | 村: 牧、萩原、新貝、原、向原、高松、山津、本三川、今三川、乙津、三佐、海原、千歲（せんざい）、小池原、葛木、門田、中島、森町、森、横尾、大津留、亀甲、南、鵜獵川瀨、常行、上德丸、下德丸、關門、堂園、國宗、鶴崎、寺司、津留、迫、志、小中島、家島 | 鶴崎城、千歳城、高城堡                                   |
| 9 | 戸次郷 （へつぎごう）   | 村: 眞茅、松岡、成松、池上、備後、川牀、市、楠木生（くすぎゅう）、佐柳（さなぎ）、小津留、大內、門前、嶺、利光、大塔、冬田、竹中、岩上、伊豫牀、鳥巢、岩屋金、花香、高城、中野、中牟禮、弓立、樫原、川原、上尾、影木、長小野、志津留、月形、辻、宮尾、原、福良 | 天連城、鶴賀城                                           |

### 幕府領
豊後高松藩主松平忠昭が大分郡内の府内藩へ転封されると、大分郡のうち46村が幕府領に復帰し、そのうち35村は、正徳2年（1712年）に牧野成央が日向延岡藩へ転入した際に延岡藩領に編入され、最終的に幕府領として残ったのは11村（高松・原・乙津・松岡・真萱・光吉・赤仁田・百木・安田・長野・今三川）であった。このうち今三川村については、「旧高旧領取調帳」の現存写本では欠落している（取調帳の原本および豊後国分の一次写本は既に失われている）。
高松陣屋は日田陣屋と共に郡代の拠点となっていたが、寛政11年（1799年）に幕府は日田での一元管理に方針を転換し、高松陣屋の管轄下にあった大分郡11村は肥前島原藩主・深溝松平忠馮の預地となり、以後は島原藩士が高松陣屋に詰めて管理にあたった。
この村々は慶応3年（1867年）に島原藩預地から熊本藩預地へと変更され、慶応4年8月28日（1868年10月13日）に日田県へと移管された。

### 府内藩領
| 町郷 | 村組           | 町村名 |
| ---- | -------------- | --- |
| 町組 | （府内城下）   | 府内町、松末町、千手堂町、笠和町、同慈寺町                                                                                     |
| 町組 | 西三か村       | 勢家町、駄原村、生石村 |
| 町組 | 東五か村       | 中津留村、花津留村、今津留村、萩原村、牧村                                                                                     |
| 里郷 | （組無）       | 下郡村、羽田村 |
| 里郷 | 古国府組       | 古国府村、畑中村、羽屋村、豊饒村、律院村、六坊村                                                                               |
| 里郷 | 上村組         | 上村、尼ヶ瀬村、竹上村、奥小路村、田中村、永興村、井蕪村、太平寺村                                                             |
| 里郷 | 賀来組         | 賀来村、（里郷）中尾村、野田村                                                                                                 |
| 中郷 | 来鉢組         | 来鉢村、志手村、椎迫村、由原村、大山村、金谷迫村、白木村、田浦村、東院村、三船村、古原村、黒野村                               |
| 中郷 | 内成組         | 内成村、宮苑村、高崎村、新村、七曾子村、山口村、田代村、中畑村、平床村、朴木村、植松村、時松村                                 |
| 中郷 | 下市組         | 下市村、上市村、鶴田村、向原村、中村、国分村、平横瀬村、小野津留村、海老毛村                                                   |
| 奥郷 | 蛇口（武宮）組 | 蛇口村、五福村、岩下村、久保村、透内村、櫟木村、武宮村、甲斐田村、桑畑村、小原村、東家村、雲取村、六郎丸村、平良石村、中無礼村 |
| 奥郷 | 橋爪組         | 橋爪村、葛原村、畑田村、小挾間村、影戸村、瀬口村、田口原村、（奥郷）中尾村、宗寿寺村、竹中村、平原村、柚木村                   |
| 奥郷 | 野畑組         | 野畑村、入小野村、富村、後田村、※上淵村、※中淵村、※直野内山村、※奈良田村、※瓜生田村、※下田向村                                 |

※は分知領（上淵村は相給）
松平忠昭が隠居した際に、旗本である二男の近鎮に瓜生田・奈良田・直野内山・下田向・中淵の5か村と上淵村の一部を分与した。これらの村々は形式上は独立した所領の扱いであったが、年貢徴収などの村政運営は府内藩によって奥郷野畑組と一体に行われていた。

### 臼杵藩領
幕府から公認された臼杵藩の御朱印村全279村のうち、大分郡分は39村を管轄。
「旧高旧領取調帳」では、本村を分割したり、枝村のいくつかを村扱にして村高を割り付けているため、数字が46村に増えている。臼杵藩では、この御朱印村を数箇村ごとに一まとめにして「村組」という行政上の単位を設けて管理しており、臼杵城下にあたる海部郡町屋鋪村を除いた278村は、いずれもこの村組に属していた。村組は各地域の事情によりたびたび組替えが実施されたため、組数・所属も時期によってまちまちだが、文政6年（1823年）の時点ではほぼ最終的な村組が確定していたと見られている。
大分郡における文政6年の村組は以下の通り
| 村組     | 村名                                           |
| -------- | ---------------------------------------------- |
| 家島組   | 家島村                                         |
| 森町組   | 森町村、小池原村、葛木村                       |
| 森村組   | 森村                                           |
| 横尾組   | 横尾村、猪野村、※二目川村                      |
| 稙田市組 | 稙田市村、桑本村、世利村                       |
| 宗方組   | 上宗方村、下宗方村、※八幡田村                  |
| 赤野組   | 赤野村、東行村、鬼瀬村、池上村、柏野村、北方村 |
| 横瀬組   | 横瀬村、田原村                                 |
| 佐柳組   | 佐柳村、大内村、小津留村                       |
| 川床組   | 川床村、備後村                                 |
| 戸次市組 | 戸次市村、楠木生村                             |
| 利光組   | 利光村、上尾村、大塔村、影木村、川原村         |
| 長小野組 | 長小野村、志津留村                             |
| 原村組   | 原村、月形村、辻村                             |
| 宮尾組   | 宮尾村、福良村                                 |

※は枝村

### 熊本藩領
豊後国内の熊本藩領全63村のうち、大分郡分は39村を管轄。
なお「旧高旧領取調帳」では、本村を分割したり、枝村のいくつかを村扱にして村高を割り付けているため、数字が72村に増えている。
| 手永       | 手永               | 村名                                                                             |
| ---------- | ------------------ | -------------------------------------------------------------------------------- |
| 高田手永   | 鶴崎三か村         | 鶴崎村、国宗村、寺司村                                                           |
| 高田手永   | 近在四か村         | 小中島村、迫村、志村、鶴村                                                       |
| 高田手永   | 洲ヵ在八か村       | 上徳丸村、下徳丸村、鵜猟河瀬村、関門村、常行村、堂園村、南村、（※亀甲村）        |
| 高田手永   | （旧：冬田手永）   | 冬田村、岩上村、伊予床村、高城村、竹中村、中野村、中無礼村、嶺村、門前村、弓立村 |
| 野津原手永 | （旧：野津原手永） | 野津原村、入蔵村、岡蔵村、胡麻鶴村、原村、辻原村、矢野原村、吉熊村、酒野村       |
| 野津原手永 | （旧：谷村手永）   | 谷村、大龍村、五ヶ瀬村、篠原村、田野小野村、筒口村                               |

※上徳丸村の枝村

### 延岡藩領
日向延岡藩が豊後国内に領地を持つようになったのは、正徳2年（1712年）7月に牧野成央が三河吉田藩8万石から日向延岡藩8万石に転封され入部して以後のことである。
前の延岡藩主・三浦明敬（三河刈谷藩へ転出）の知行高は2万3千石しかなかったため、差額の埋め合わせ分として、日向国内の諸郡と豊後国内の三郡（大分・国東・速見）にあった幕府直轄地を新たに延岡藩領に編入した。延享4年（1747年）3月には牧野氏に代わって内藤政樹が陸奥平藩7万石から日向延岡藩7万石に転封されて入部する。この時、牧野氏時代に比べて所領が1万石減少したが、豊後領分については牧野氏時代と変更無くそのまま内藤氏の所領とされた。廃藩置県に先立つ明治4年2月22日（1871年4月11日）、延岡藩の豊後領分は日田県所轄の日向国内五郡（旧富高県域）と交換されたため、延岡藩による支配は終了した。
大分郡内の延岡藩領は35村（うち相給は3村）である。牧野氏は入部直後に山津（現・大分市山津町）に役所を設置したが、正徳5年（1715年）に千歳（現・大分市千歳）に役所を移転し代官所とした。千歳代官所は延岡藩の豊後領支配の拠点となり、内藤氏時代にも引き続き利用された。

## 近代以降

### 町村制以前の沿革
- 「旧高旧領取調帳」に記載されている明治初年時点での支配形態は以下の通りだが、大分郡については明治8年の村落統合までの過渡期の内容が反映されていることに加え、現存する二次写本以下では欠落している箇所も存在するため、幕末から明治初年時点の実態とずれが生じている箇所が多く、注意を要する。

| 知行 | 知行                 | 村数     | 村名 |
| ---- | -------------------- | -------- | --- |
| 天領 | （熊本藩預地）       | 10村     | 高松村、原（はる）村、乙津村、松岡村、真萱村、光吉村、赤仁田村、百木村、安田村、長野村 |
| 天領 | 旗本領（大給松平氏） | 6村      | 南上淵村、中淵村、直野内山村、奈良田村、瓜生田村、下田向村 |
| 藩領 | 豊後府内藩           | 7町 92村 | 府内町、松末町、千手堂町、笠和町、同慈寺町、勢家町、南勢家町、駄原村、生石村、中津留村、花津留村、今津留村、萩原村、牧村、下郡村、羽田村、古国府村、畑中村、羽屋村、豊饒村、律院村、六坊村、上村、尼ヶ瀬村、竹上村、奥小路村、田中村、永興村、井蕪村、太平寺村、賀来村、（里郷）中尾村、野田村、来鉢村、志手村、椎迫村、由原村、大山村、上金谷迫村、下金谷迫村、白木村、田浦村、東院村、三船村、古原村、黒野村、内成村、宮苑村、高崎村、新村、七曾子村、山口村、田代村、中畑（なかばたけ）村、平床村、朴木村、植松村、時松村、下市村、上市村、鶴田村、向原村、中村、国分村、平横瀬村、小野津留村、海老毛村、蛇口村、五福村、岩下村、久保村、透内村、櫟木村、武宮村、甲斐田村、桑畑村、小原村、東家村、雲取村、六郎丸村、平良石村、中無礼村、橋爪村、葛原村、畑田村、小挾間村、影戸村、瀬口村、田口原村、（奥郷）中尾村、宗寿寺村、竹中（たけのなか）村、平原村、柚木村、野畑村、入小野村、富村、後田村、北上淵村 |
| 藩領 | 豊後臼杵藩           | 45村     | 家島村、森町村、小池原村、森村、横尾村、猪野村、稙田市村、桑本村、世利村、上宗方村、下宗方村、八幡田村、赤野村、東行村、鬼瀬村、池上村、柏野村、北方村、上横瀬村、下横瀬村、田原村、佐柳村、大内村、小津留村、川床村、備後村、戸次市村、楠木生村、利光村、上尾村、大塔村、影木村、川原村、奥村、杉原村、萩尾村、長畑村、上志津留村、中志津留村、下志津留村、原（はる 吉野原）村、月形村、辻村、宮尾村、福良村 |
| 藩領 | 豊後岡藩             | 3村      | 三佐村、海原村、仲村 |
| 藩領 | 肥後熊本藩           | 1町 72村 | 鶴崎町、鶴崎村、寺司村、国宗村、堂園村、常行村、関門村、南村、下徳丸村、上徳丸村、亀甲村、大鶴村、鵜猟河瀬村、小中島村、上志村、下志村、迫村、鶴村、中瀬村、百堂村、門前村、嶺村、冬田村、竹中（たけなか）村、中畑（なかはた）村、河原村、岩上村、花香村、岩屋金村、鳥巣村、三ヶ村、伊与床村、高城村、津ヶ無礼村、中野村、中無礼村、小中尾村、杢代村、弓立村、石塚村、樫原村、黒仁田村、馬籠村、谷村、筒口村、篠原村、中村、小野村、阿鉢村、福宗村、五ヶ瀬村、梶屋村、大龍村、山鶴村、野津原村、恵良村、鬼崎村、堂尻村、田野小野村、胡麻鶴村、塚野村、廻淵村、入蔵村、辻原村、竹内村、吉熊村、矢野原村、太田村、原（はら）村、上詰村、下詰村、今畑村、岡蔵村 |
| 藩領 | 日向延岡藩           | 32村     | 千歳村、山津村、本曲村、今曲村、津守村、片島村、新貝村、本三川村、門田村、中島村、池上村、成松村、上光永村、下光永村、昆布刈村、高江村、住床村、米良村、高取村、鴛野村、旦野原村、宮崎村、田尻村、寒田村、石川村、雄城村、粟野村、高城村、口戸村、木上村、龍原村、蓑草村 |
| 藩領 | 府内藩・延岡藩       | 1村      | 羽田村 |
| 藩領 | 延岡藩・岡藩         | 1村      | 秋岡村 |
| 藩領 | 延岡藩・臼杵藩・岡藩 | 1村      | 葛木村 |

- 慶応4年8月28日（1868年10月13日） - 熊本藩預地が日田県の管轄となる[30]。
- 明治2年12月2日（1870年1月3日）  - 旗本・大給松平氏領が日田県の管轄となる。
- 明治4年
  - 2月22日（1871年4月11日） - 領地替えにより延岡藩領が日田県の管轄となる。
  - 7月14日（1871年8月29日） - 廃藩置県により、藩領が府内県、臼杵県、熊本県、岡県の管轄となる。
  - 11月14日（1871年12月25日） - 第1次府県統合により、全域が大分県の管轄となる。
- 明治8年（1875年）3月13日 - 以下の各町村の統廃合が行われる。（3町144村）

- 大分町 ← 府内町、松末町、千手堂町、笠和町、同慈寺町、南勢家町
- 荏隈村 ← 上村、尼ヶ瀬村、竹上村
- 奥田村 ← 奥小路村、田中村
- 三芳村 ← 志手村、椎迫村、太平寺村の一部〔北太平寺〕
- 上野村 ← 律院村、六坊村
- 津留村 ← 中津留村、花津留村
- 曲村 ← 本曲村、今曲村
- 八幡村 ← 由原村、大山村
- 金谷迫村 ← 上金谷迫村、下金谷迫村
- 神崎村 ← 白木村、田浦村
- 鶴崎町 ← 鶴崎村、国宗村、寺司村
- 皆春村 ← 門田村、中島村
- 三川村 ← 本三川村、今三川村
- 鶴瀬村 ← 大鶴村、鵜猟河瀬村
- 関園村 ← 関門村、堂園村
- 丸亀村 ← 上徳丸村、亀甲村
- 上戸次村 ← 利光村、上尾村、大塔村、影木村、川原村、嶺村
- 中戸次村 ← 戸次市村、川床村、佐柳村、門前村
- 下戸次村 ← 大内村、小津留村、楠木生村、備後村
- 竹中村 ← （熊本領）竹中（たけなか）村、（熊本領）中畑（なかはた）村、冬田村
- 端登村 ← 岩上村、伊与床村、花香村、岩屋金村、鳥巣村、河原村、三ヶ村
- 河原内村 ← （熊本領）高城村、中野村、（熊本領）中無礼村、弓立村、石塚村、樫原村、小中尾村、杢代村、黒仁田村、津ヶ無礼村
- 上判田村 ← 赤仁田村、百木村、安田村、住床村、米良村、高取村
- 中判田村 ← 昆布刈村、高江村
- 下判田村 ← 上光永村、下光永村
- 志津留村 ← 上志津留村、中志津留村、下志津留村、長畑村
- 市村 ← 稙田市村、世利村
- 玉沢村 ← 雄城村、粟野村、桑本村
- 岡川村 ← 秋岡村、石川村
- 高瀬村 ← （延岡領）高城村、仲村
- 廻栖野村 ← 廻淵村、塚野村、胡麻鶴村
- 竹矢村 ← 竹内村、矢野原村
- 下原村 ← 下詰村、（熊本領）原（はら）村
- 挾間村 ← 鶴田村、上市村
- 七蔵司村 ← 七曾子村、山口村
- 古野村 ← 古原村、黒野村
- 東長宝村 ← 蛇口村、五福村
- 西長宝村 ← 岩下村、久保村、透内村
- 東大津留村 ← 影戸村、瀬口村
- 南大津留村 ← 田口原村、（府内領奥郷）中尾村
- 西大津留村 ← 宗寿寺村、（府内領）竹中（たけのなか）村
- 北大津留村 ← 平原村、柚木村
- 高岡村 ← 橋爪村、葛原村、甲斐田村
- 原（はる 庄内原）村 ← 桑畑村、小原村、東家村
- 西村 ← 武宮村、後田村、蓑草村
- 中村 ← 雲取村、六郎丸村
- 平石村 ← 平良石村、（府内領）中無礼村
- 柿原村 ← 入小野村、富村、瓜生田村、下田向村
- 淵村 ← 中淵村、上淵村
- 井蕪村・太平寺村の一部〔南太平寺〕が永興村に、山津村が千歳村に、（延岡領）池上村・成松村・真萱村が松岡村に、八幡田村が下宗方村に、田野小野村・堂尻村が鬼崎村に、恵良村が野津原村に、吉熊村が入蔵村に、岡蔵村が辻原村に、今畑村が太田村に、（府内領）中村・柏野村が向原村に、（臼杵領）池上村が鬼瀬村に、新村が高崎村に、（府内領）中畑（なかばたけ）村・平床村が田代村に、東行村・海老毛村が赤野村に、埴坪村が朴木村に、馬籠村が谷村に、阿鉢村・（熊本領）中村が小野村に、梶屋村が五ヶ瀬村に、山鶴村が大龍村に、奈良田村が野畑村にそれぞれ合併。
- 上志村、下志村が合併し、海部郡志村となる。
- 鶴村、中瀬村、百堂村が合併し、海部郡種具村となる。
- 海部郡毛井村、大津留村の所属郡が本郡に変更。
- （府内領里郷）中尾村が改称し、中尾村となる。

- 明治11年（1878年）11月1日 - 郡区町村編制法の大分県での施行により、行政区画としての大分郡が発足。郡役所が大分町に設置。
- 明治13年（1880年）7月27日 - 郡内に3村存在する原（はる）村のうち、旧・臼杵藩領の原村が吉野原村に、旧・府内藩領の原村（桑畑・小原・東家の3か村が合併して成立）が庄内原村に改称。旧・天領の原村は変更なし。

### 町村制以降の沿革
- 明治22年（1889年）4月1日 - 町村制の施行により、以下の町村が発足。特記以外は現・大分市。（3町31村）

- 大分町（単独町制）
- 西大分町 ← 勢家町、駄原村、生石村
- 荏隈村 ← 荏隈村、奥田村、三芳村、永興村
- 豊府村 ← 古国府村、上野村、畑中村、羽屋村、豊饒村
- 八幡村 ← 八幡村、金谷迫村、神崎村
- 滝尾村 ← 津守村、片島村、曲村、下郡村、羽田村
- 東大分村 ← 津留村、今津留村、萩原村、牧村
- 日岡村 ← 高松村、原村、新貝村
- 桃園村 ← 千歳村、乙津村、三川村
- 三佐村 ← 三佐村、海原村、家島村
- 鶴崎町 ← 鶴崎町、小中島村
- 別保村 ← 森村、森町村、皆春村
- 明治村 ← 横尾村、猪野村、小池原村、葛木村
- 高田村 ← 下徳丸村、丸亀村、関園村、鶴瀬村、常行村、南村
- 松岡村 ← 松岡村、大津留村、毛井村
- 判田村 ← 上判田村、中判田村、下判田村
- 戸次村 ← 上戸次村、中戸次村、下戸次村
- 吉野村 ← 吉野原村、志津留村、月形村、辻村、福良村、宮尾村、奥村、杉原村、萩尾村
- 竹中村 ← 竹中村、端登村
- 河原内村（単独村制）
- 東稙田村 ← 光吉村、岡川村、高瀬村、鴛野村、寒田村、田尻村、旦野原村、宮崎村
- 稙田村 ← 市村、玉沢村、木上村、口戸村、上宗方村、下宗方村
- 西稙田村 ← 小野津留村、田原村、横瀬村、鬼崎村
- 野津原村 ← 野津原村、福宗村、入蔵村、廻栖野村
- 諏訪村 ← 辻原村、竹矢村、下原村、上詰村、太田村
- 賀来村 ← 賀来村、中尾村、野田村、国分村、平横瀬村
- 石城川村 ← 来鉢村、七蔵司村、田代村（現・由布市）、宮苑村（現・大分市）、高崎村（現・大分市、由布市）、内成村（現・由布市、別府市）
- 由布川村 ← 赤野村、三船村、朴木村、古野村（現・由布市）、東院村（現・大分市）
- 挾間村 ← 挾間村、下市村、時松村、向原村、鬼瀬村、北方村（現・由布市）
- 谷村 ← 谷村、篠原村、筒口村、小野村（現・由布市）
- 阿南村 ← 東長宝村、西長宝村、櫟木村、小挾間村、東大津留村、南大津留村、西大津留村、北大津留村（現・由布市）
- 東庄内村 ← 五ヶ瀬村、大龍村、龍原村（現・由布市）
- 西庄内村 ← 長野村、高岡村、畑田村、庄内原村、西村、中村、平石村（現・由布市）
- 南庄内村 ← 野畑村、直野内山村、柿原村、淵村（現・由布市）
- 迫村が北海部郡川添村の一部となる。

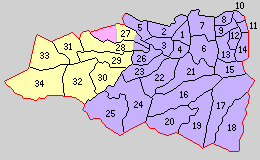
1.大分町 2.西大分町 3.荏隈村 4.豊府村 5.八幡村 6.滝尾村 7.東大分村 8.日岡村 9.桃園村 10.三佐村 11.鶴崎町 12.別保村 13.明治村 14.高田村 15.松岡村 16.判田村 17.戸次村 18.吉野村 19.竹中村 20.河原内村 21.東稙田村 22.稙田村 23.西稙田村 24.野津原村 25.諏訪村 26.賀来村 27.石城川村 28.由布川村 29.挾間村 30.谷村 31.阿南村 32.東庄内村 33.西庄内村 34.南庄内村（紫：大分市 桃：別府市 黄：由布市）

- 明治24年（1891年）4月1日 - 郡制を施行。
- 明治32年（1899年）4月1日 - 速見郡湯平村の所属郡が本郡に変更。（3町32村）
- 明治40年（1907年）4月1日（2町27村）
  - 大分町・西大分町・荏隈村・豊府村が合併し、改めて大分町が発足。
  - 竹中村・河原内村が合併し、改めて竹中村が発足。
  - 稙田村・西稙田村が合併し、改めて稙田村が発足。
  - 野津原村・諏訪村が合併し、改めて野津原村が発足。
- 明治44年（1911年）4月1日 - 大分町が市制施行して大分市となり、郡より離脱。（1町27村）
- 大正10年（1921年）1月1日 - 戸次村が町制施行して戸次町となる。（2町26村）
- 大正11年（1922年）4月1日 - 東大分村の一部[33]が大分市に編入。
- 大正12年（1923年）4月1日 - 郡会が廃止。郡役所は存置。
- 大正15年（1926年）7月1日 - 郡役所が廃止。以降は地域区分名称となる。
- 昭和13年（1938年）4月1日 - 別保村が鶴崎町に編入。（2町25村）
- 昭和14年（1939年）8月15日 - 東大分村・八幡村・滝尾村が大分市に編入。（2町22村）
- 昭和17年（1942年）7月1日 - 「大分地方事務所」が大分市に設置され、速見郡・大野郡・直入郡の一部とともに管轄。
- 昭和18年（1943年）
  - 4月1日 - 三佐村が鶴崎町に編入。（2町21村）
  - 11月11日 - 日岡村が大分市に編入。（2町20村）
- 昭和19年（1944年）2月11日 - 桃園村が鶴崎町に編入。（2町19村）
- 昭和22年（1947年）3月1日 - 野津原村が大野郡大野町の一部（沢田の一部）を編入。
- 昭和25年（1950年）1月1日 - 速見郡由布院町・北海部郡川添村・大野郡今市村・直入郡阿蘇野村の所属郡が本郡に変更。（3町22村）
- 昭和29年（1954年）
  - 3月31日（2町15村）
    - 戸次町・判田村・竹中村・吉野村が合併して大南町が発足。
    - 鶴崎町・明治村・高田村・松岡村・川添村が合併して鶴崎市が発足し、郡より離脱。

  - 10月1日 - 挾間村・谷村・石城川村・由布川村が合併し、改めて挾間村が発足。（2町12村）
  - 11月1日 - 阿南村・東庄内村・西庄内村・南庄内村・阿蘇野村が合併して庄内村が発足。（2町8村）
- 昭和30年（1955年）
  - 1月1日 - 東稙田村の一部（旦野原の一部）・賀来村の一部（賀来の一部）がそれぞれ大分市に編入。
  - 2月1日（2町5村）
    - 稙田村・東稙田村・賀来村が合併して大分村が発足。
    - 由布院町・湯平村が合併して湯布院町が発足。

  - 3月31日 - 野津原村・今市村が合併し、改めて野津原村が発足。（2町4村）
  - 4月1日（4町2村）
    - 庄内村が町制施行して庄内町となる。
    - 挾間村が町制施行して挾間町となる。

  - 7月1日 - 挾間町の一部（高崎の一部）が大分市に編入。
- 昭和31年（1956年）
  - 4月1日 - 挾間町の一部（宮苑・東院の一部）が大分村に編入[34]
  - 8月1日 - 挾間町の一部（内成の一部）が別府市に編入。

- 昭和32年（1957年）4月1日（5町1村）
  - 大分村の一部（鬼崎の一部）が挾間町に編入。
  - 大分村が町制施行して大分町（第2次）となる。
- 昭和34年（1959年）2月1日 - 野津原村が町制施行して野津原町となる。（6町）
- 昭和35年（1960年）2月1日 - 大分町が野津原町の一部（廻栖野の一部）を編入。
- 昭和38年（1963年）
  - 3月5日 - 大南町が大野郡大野町の一部（安藤の一部）を編入。
  - 3月10日 - 大分町・大南町が大分市・鶴崎市・北海部郡大在村・坂ノ市町と合併し、改めて大分市が発足、郡より離脱。（4町）
- 平成17年（2005年）
  - 1月1日 - 野津原町が大分市に編入。（3町）
  - 10月1日 - 挾間町・庄内町・湯布院町が合併して由布市が発足。同日大分郡消滅。

### 変遷表
| 旧 郡    | 明治8年以前           | 明治8年以前           | 明治8年                  | 明治8年 - 明治22年        | 明治22年 4月1日 町村制施行 | 明治22年 - 昭和19年                 | 明治22年 - 昭和19年                 | 昭和20年 - 昭和24年           | 昭和25年 - 昭和29年            | 昭和25年 - 昭和29年            | 昭和30年 - 昭和34年         | 昭和30年 - 昭和34年          | 昭和35年 - 昭和63年         | 昭和35年 - 昭和63年    | 平成元年 - 現在             | 現在   |
| -------- | --------------------- | --------------------- | ------------------------ | ------------------------- | -------------------------- | ----------------------------------- | ----------------------------------- | ----------------------------- | ------------------------------ | ------------------------------ | --------------------------- | ---------------------------- | --------------------------- | ---------------------- | --------------------------- | ------ |
| 大 分 郡 | 府内町                | 府内町                | 大分町                   | 大分町                    | 大分町                     | 明治40年4月1日 大分町               | 明治44年4月1日 市制 大分市          | 大分市                        | 大分市                         | 大分市                         | 大分市                      | 大分市                       | 大分市                      | 昭和38年3月10日 大分市 | 大分市                      | 大分市 |
| 大 分 郡 | 松末町                |                       | 大分町                   | 大分町                    | 大分町                     | 明治40年4月1日 大分町               | 明治44年4月1日 市制 大分市          | 大分市                        | 大分市                         | 大分市                         | 大分市                      | 大分市                       | 大分市                      | 昭和38年3月10日 大分市 | 大分市                      | 大分市 |
| 大 分 郡 | 千手堂町              |                       | 大分町                   | 大分町                    | 大分町                     | 明治40年4月1日 大分町               | 明治44年4月1日 市制 大分市          | 大分市                        | 大分市                         | 大分市                         | 大分市                      | 大分市                       | 大分市                      | 昭和38年3月10日 大分市 | 大分市                      | 大分市 |
| 大 分 郡 | 笠和町                |                       | 大分町                   | 大分町                    | 大分町                     | 明治40年4月1日 大分町               | 明治44年4月1日 市制 大分市          | 大分市                        | 大分市                         | 大分市                         | 大分市                      | 大分市                       | 大分市                      | 昭和38年3月10日 大分市 | 大分市                      | 大分市 |
| 大 分 郡 | 同慈寺町              |                       | 大分町                   | 大分町                    | 大分町                     | 明治40年4月1日 大分町               | 明治44年4月1日 市制 大分市          | 大分市                        | 大分市                         | 大分市                         | 大分市                      | 大分市                       | 大分市                      | 昭和38年3月10日 大分市 | 大分市                      | 大分市 |
| 大 分 郡 | 南勢家町              |                       | 大分町                   | 大分町                    | 大分町                     | 明治40年4月1日 大分町               | 明治44年4月1日 市制 大分市          | 大分市                        | 大分市                         | 大分市                         | 大分市                      | 大分市                       | 大分市                      | 昭和38年3月10日 大分市 | 大分市                      | 大分市 |
| 大 分 郡 | 勢家町                | 勢家町                | 勢家町                   | 勢家町                    | 西大分町                   | 明治40年4月1日 大分町               | 明治44年4月1日 市制 大分市          | 大分市                        | 大分市                         | 大分市                         | 大分市                      | 大分市                       | 大分市                      | 昭和38年3月10日 大分市 | 大分市                      | 大分市 |
| 大 分 郡 | 駄原村                | 駄原村                | 駄原村                   | 駄原村                    | 西大分町                   | 明治40年4月1日 大分町               | 明治44年4月1日 市制 大分市          | 大分市                        | 大分市                         | 大分市                         | 大分市                      | 大分市                       | 大分市                      | 昭和38年3月10日 大分市 | 大分市                      | 大分市 |
| 大 分 郡 | 生石村                | 生石村                | 生石村                   | 生石村                    | 西大分町                   | 明治40年4月1日 大分町               | 明治44年4月1日 市制 大分市          | 大分市                        | 大分市                         | 大分市                         | 大分市                      | 大分市                       | 大分市                      | 昭和38年3月10日 大分市 | 大分市                      | 大分市 |
| 大 分 郡 | 上村                  | 上村                  | 荏隈村                   | 荏隈村                    | 荏隈村                     | 明治40年4月1日 大分町               | 明治44年4月1日 市制 大分市          | 大分市                        | 大分市                         | 大分市                         | 大分市                      | 大分市                       | 大分市                      | 昭和38年3月10日 大分市 | 大分市                      | 大分市 |
| 大 分 郡 | 尼ヶ瀬村              |                       | 荏隈村                   | 荏隈村                    | 荏隈村                     | 明治40年4月1日 大分町               | 明治44年4月1日 市制 大分市          | 大分市                        | 大分市                         | 大分市                         | 大分市                      | 大分市                       | 大分市                      | 昭和38年3月10日 大分市 | 大分市                      | 大分市 |
| 大 分 郡 | 竹上村                |                       | 荏隈村                   | 荏隈村                    | 荏隈村                     | 明治40年4月1日 大分町               | 明治44年4月1日 市制 大分市          | 大分市                        | 大分市                         | 大分市                         | 大分市                      | 大分市                       | 大分市                      | 昭和38年3月10日 大分市 | 大分市                      | 大分市 |
| 大 分 郡 | 奥小路村              | 奥小路村              | 奥田村                   | 奥田村                    | 荏隈村                     | 明治40年4月1日 大分町               | 明治44年4月1日 市制 大分市          | 大分市                        | 大分市                         | 大分市                         | 大分市                      | 大分市                       | 大分市                      | 昭和38年3月10日 大分市 | 大分市                      | 大分市 |
| 大 分 郡 | 田中村                |                       | 奥田村                   | 奥田村                    | 荏隈村                     | 明治40年4月1日 大分町               | 明治44年4月1日 市制 大分市          | 大分市                        | 大分市                         | 大分市                         | 大分市                      | 大分市                       | 大分市                      | 昭和38年3月10日 大分市 | 大分市                      | 大分市 |
| 大 分 郡 | 永興村                | 永興村                | 永興村                   | 永興村                    | 荏隈村                     | 明治40年4月1日 大分町               | 明治44年4月1日 市制 大分市          | 大分市                        | 大分市                         | 大分市                         | 大分市                      | 大分市                       | 大分市                      | 昭和38年3月10日 大分市 | 大分市                      | 大分市 |
| 大 分 郡 | 井蕪村                |                       | 永興村                   | 永興村                    | 荏隈村                     | 明治40年4月1日 大分町               | 明治44年4月1日 市制 大分市          | 大分市                        | 大分市                         | 大分市                         | 大分市                      | 大分市                       | 大分市                      | 昭和38年3月10日 大分市 | 大分市                      | 大分市 |
| 大 分 郡 | 太平寺村              | 南太平寺              | 永興村                   | 永興村                    | 荏隈村                     | 明治40年4月1日 大分町               | 明治44年4月1日 市制 大分市          | 大分市                        | 大分市                         | 大分市                         | 大分市                      | 大分市                       | 大分市                      | 昭和38年3月10日 大分市 | 大分市                      | 大分市 |
| 大 分 郡 | 太平寺村              | 北太平寺              | 三芳村                   | 三芳村                    | 荏隈村                     | 明治40年4月1日 大分町               | 明治44年4月1日 市制 大分市          | 大分市                        | 大分市                         | 大分市                         | 大分市                      | 大分市                       | 大分市                      | 昭和38年3月10日 大分市 | 大分市                      | 大分市 |
| 大 分 郡 | 志手村                |                       | 三芳村                   | 三芳村                    | 荏隈村                     | 明治40年4月1日 大分町               | 明治44年4月1日 市制 大分市          | 大分市                        | 大分市                         | 大分市                         | 大分市                      | 大分市                       | 大分市                      | 昭和38年3月10日 大分市 | 大分市                      | 大分市 |
| 大 分 郡 | 椎迫村                |                       | 三芳村                   | 三芳村                    | 荏隈村                     | 明治40年4月1日 大分町               | 明治44年4月1日 市制 大分市          | 大分市                        | 大分市                         | 大分市                         | 大分市                      | 大分市                       | 大分市                      | 昭和38年3月10日 大分市 | 大分市                      | 大分市 |
| 大 分 郡 | 古国府村              | 古国府村              | 古国府村                 | 古国府村                  | 豊府村                     | 明治40年4月1日 大分町               | 明治44年4月1日 市制 大分市          | 大分市                        | 大分市                         | 大分市                         | 大分市                      | 大分市                       | 大分市                      | 昭和38年3月10日 大分市 | 大分市                      | 大分市 |
| 大 分 郡 | 律院村                | 律院村                | 上野村                   | 上野村                    | 豊府村                     | 明治40年4月1日 大分町               | 明治44年4月1日 市制 大分市          | 大分市                        | 大分市                         | 大分市                         | 大分市                      | 大分市                       | 大分市                      | 昭和38年3月10日 大分市 | 大分市                      | 大分市 |
| 大 分 郡 | 六坊村                |                       | 上野村                   | 上野村                    | 豊府村                     | 明治40年4月1日 大分町               | 明治44年4月1日 市制 大分市          | 大分市                        | 大分市                         | 大分市                         | 大分市                      | 大分市                       | 大分市                      | 昭和38年3月10日 大分市 | 大分市                      | 大分市 |
| 大 分 郡 | 畑中村                | 畑中村                | 畑中村                   | 畑中村                    | 豊府村                     | 明治40年4月1日 大分町               | 明治44年4月1日 市制 大分市          | 大分市                        | 大分市                         | 大分市                         | 大分市                      | 大分市                       | 大分市                      | 昭和38年3月10日 大分市 | 大分市                      | 大分市 |
| 大 分 郡 | 羽屋村                | 羽屋村                | 羽屋村                   | 羽屋村                    | 豊府村                     | 明治40年4月1日 大分町               | 明治44年4月1日 市制 大分市          | 大分市                        | 大分市                         | 大分市                         | 大分市                      | 大分市                       | 大分市                      | 昭和38年3月10日 大分市 | 大分市                      | 大分市 |
| 大 分 郡 | 豊饒村                | 豊饒村                | 豊饒村                   | 豊饒村                    | 豊府村                     | 明治40年4月1日 大分町               | 明治44年4月1日 市制 大分市          | 大分市                        | 大分市                         | 大分市                         | 大分市                      | 大分市                       | 大分市                      | 昭和38年3月10日 大分市 | 大分市                      | 大分市 |
| 大 分 郡 | 由原村                | 由原村                | 八幡村                   | 八幡村                    | 八幡村                     | 八幡村                              | 昭和14年8月15日 大分市に編入        | 大分市                        | 大分市                         | 大分市                         | 大分市                      | 大分市                       | 大分市                      | 昭和38年3月10日 大分市 | 大分市                      | 大分市 |
| 大 分 郡 | 大山村                |                       | 八幡村                   | 八幡村                    | 八幡村                     | 八幡村                              | 昭和14年8月15日 大分市に編入        | 大分市                        | 大分市                         | 大分市                         | 大分市                      | 大分市                       | 大分市                      | 昭和38年3月10日 大分市 | 大分市                      | 大分市 |
| 大 分 郡 | 上金谷迫村            | 上金谷迫村            | 金谷迫村                 | 金谷迫村                  | 八幡村                     | 八幡村                              | 昭和14年8月15日 大分市に編入        | 大分市                        | 大分市                         | 大分市                         | 大分市                      | 大分市                       | 大分市                      | 昭和38年3月10日 大分市 | 大分市                      | 大分市 |
| 大 分 郡 | 下金谷迫村            |                       | 金谷迫村                 | 金谷迫村                  | 八幡村                     | 八幡村                              | 昭和14年8月15日 大分市に編入        | 大分市                        | 大分市                         | 大分市                         | 大分市                      | 大分市                       | 大分市                      | 昭和38年3月10日 大分市 | 大分市                      | 大分市 |
| 大 分 郡 | 白木村                | 白木村                | 神崎村                   | 神崎村                    | 八幡村                     | 八幡村                              | 昭和14年8月15日 大分市に編入        | 大分市                        | 大分市                         | 大分市                         | 大分市                      | 大分市                       | 大分市                      | 昭和38年3月10日 大分市 | 大分市                      | 大分市 |
| 大 分 郡 | 田浦村                |                       | 神崎村                   | 神崎村                    | 八幡村                     | 八幡村                              | 昭和14年8月15日 大分市に編入        | 大分市                        | 大分市                         | 大分市                         | 大分市                      | 大分市                       | 大分市                      | 昭和38年3月10日 大分市 | 大分市                      | 大分市 |
| 大 分 郡 | 津守村                | 津守村                | 津守村                   | 津守村                    | 滝尾村                     | 滝尾村                              | 昭和14年8月15日 大分市に編入        | 大分市                        | 大分市                         | 大分市                         | 大分市                      | 大分市                       | 大分市                      | 昭和38年3月10日 大分市 | 大分市                      | 大分市 |
| 大 分 郡 | 片島村                | 片島村                | 片島村                   | 片島村                    | 滝尾村                     | 滝尾村                              | 昭和14年8月15日 大分市に編入        | 大分市                        | 大分市                         | 大分市                         | 大分市                      | 大分市                       | 大分市                      | 昭和38年3月10日 大分市 | 大分市                      | 大分市 |
| 大 分 郡 | 本曲村                | 本曲村                | 曲村                     | 曲村                      | 滝尾村                     | 滝尾村                              | 昭和14年8月15日 大分市に編入        | 大分市                        | 大分市                         | 大分市                         | 大分市                      | 大分市                       | 大分市                      | 昭和38年3月10日 大分市 | 大分市                      | 大分市 |
| 大 分 郡 | 今曲村                |                       | 曲村                     | 曲村                      | 滝尾村                     | 滝尾村                              | 昭和14年8月15日 大分市に編入        | 大分市                        | 大分市                         | 大分市                         | 大分市                      | 大分市                       | 大分市                      | 昭和38年3月10日 大分市 | 大分市                      | 大分市 |
| 大 分 郡 | 下郡村                | 下郡村                | 下郡村                   | 下郡村                    | 滝尾村                     | 滝尾村                              | 昭和14年8月15日 大分市に編入        | 大分市                        | 大分市                         | 大分市                         | 大分市                      | 大分市                       | 大分市                      | 昭和38年3月10日 大分市 | 大分市                      | 大分市 |
| 大 分 郡 | 羽田村                | 羽田村                | 羽田村                   | 羽田村                    | 滝尾村                     | 滝尾村                              | 昭和14年8月15日 大分市に編入        | 大分市                        | 大分市                         | 大分市                         | 大分市                      | 大分市                       | 大分市                      | 昭和38年3月10日 大分市 | 大分市                      | 大分市 |
| 大 分 郡 | 中津留村              | 中津留村              | 津留村                   | 津留村                    | 東大分村                   | 東大分村                            | 昭和14年8月15日 大分市に編入        | 大分市                        | 大分市                         | 大分市                         | 大分市                      | 大分市                       | 大分市                      | 昭和38年3月10日 大分市 | 大分市                      | 大分市 |
| 大 分 郡 | 花津留村              |                       | 津留村                   | 津留村                    | 東大分村                   | 東大分村                            | 昭和14年8月15日 大分市に編入        | 大分市                        | 大分市                         | 大分市                         | 大分市                      | 大分市                       | 大分市                      | 昭和38年3月10日 大分市 | 大分市                      | 大分市 |
| 大 分 郡 | 今津留村              | 今津留村              | 今津留村                 | 今津留村                  | 東大分村                   | 東大分村                            | 昭和14年8月15日 大分市に編入        | 大分市                        | 大分市                         | 大分市                         | 大分市                      | 大分市                       | 大分市                      | 昭和38年3月10日 大分市 | 大分市                      | 大分市 |
| 大 分 郡 | 萩原村                | 萩原村                | 萩原村                   | 萩原村                    | 東大分村                   | 東大分村                            | 昭和14年8月15日 大分市に編入        | 大分市                        | 大分市                         | 大分市                         | 大分市                      | 大分市                       | 大分市                      | 昭和38年3月10日 大分市 | 大分市                      | 大分市 |
| 大 分 郡 | 牧村                  | 牧村                  | 牧村                     | 牧村                      | 東大分村                   | 東大分村                            | 昭和14年8月15日 大分市に編入        | 大分市                        | 大分市                         | 大分市                         | 大分市                      | 大分市                       | 大分市                      | 昭和38年3月10日 大分市 | 大分市                      | 大分市 |
| 大 分 郡 | 高松村                | 高松村                | 高松村                   | 高松村                    | 日岡村                     | 日岡村                              | 昭和18年11月11日 大分市に編入       | 大分市                        | 大分市                         | 大分市                         | 大分市                      | 大分市                       | 大分市                      | 昭和38年3月10日 大分市 | 大分市                      | 大分市 |
| 大 分 郡 | 原村                  | 原村                  | 原村                     | 原村                      | 日岡村                     | 日岡村                              | 昭和18年11月11日 大分市に編入       | 大分市                        | 大分市                         | 大分市                         | 大分市                      | 大分市                       | 大分市                      | 昭和38年3月10日 大分市 | 大分市                      | 大分市 |
| 大 分 郡 | 新貝村                | 新貝村                | 新貝村                   | 新貝村                    | 日岡村                     | 日岡村                              | 昭和18年11月11日 大分市に編入       | 大分市                        | 大分市                         | 大分市                         | 大分市                      | 大分市                       | 大分市                      | 昭和38年3月10日 大分市 | 大分市                      | 大分市 |
| 大 分 郡 | 鶴崎町                | 鶴崎町                | 鶴崎町                   | 鶴崎町                    | 鶴崎町                     | 鶴崎町                              | 鶴崎町                              | 鶴崎町                        | 鶴崎町                         | 昭和29年3月31日 鶴崎市         | 鶴崎市                      | 鶴崎市                       | 鶴崎市                      | 昭和38年3月10日 大分市 | 大分市                      | 大分市 |
| 大 分 郡 | 鶴崎村                |                       | 鶴崎町                   | 鶴崎町                    | 鶴崎町                     | 鶴崎町                              | 鶴崎町                              | 鶴崎町                        | 鶴崎町                         | 昭和29年3月31日 鶴崎市         | 鶴崎市                      | 鶴崎市                       | 鶴崎市                      | 昭和38年3月10日 大分市 | 大分市                      | 大分市 |
| 大 分 郡 | 国宗村                |                       | 鶴崎町                   | 鶴崎町                    | 鶴崎町                     | 鶴崎町                              | 鶴崎町                              | 鶴崎町                        | 鶴崎町                         | 昭和29年3月31日 鶴崎市         | 鶴崎市                      | 鶴崎市                       | 鶴崎市                      | 昭和38年3月10日 大分市 | 大分市                      | 大分市 |
| 大 分 郡 | 寺司村                |                       | 鶴崎町                   | 鶴崎町                    | 鶴崎町                     | 鶴崎町                              | 鶴崎町                              | 鶴崎町                        | 鶴崎町                         | 昭和29年3月31日 鶴崎市         | 鶴崎市                      | 鶴崎市                       | 鶴崎市                      | 昭和38年3月10日 大分市 | 大分市                      | 大分市 |
| 大 分 郡 | 小中島村              | 小中島村              | 小中島村                 | 小中島村                  | 鶴崎町                     | 鶴崎町                              | 鶴崎町                              | 鶴崎町                        | 鶴崎町                         | 昭和29年3月31日 鶴崎市         | 鶴崎市                      | 鶴崎市                       | 鶴崎市                      | 昭和38年3月10日 大分市 | 大分市                      | 大分市 |
| 大 分 郡 | 森村                  | 森村                  | 森村                     | 森村                      | 別保村                     | 別保村                              | 昭和13年4月1日 鶴崎町に編入         | 鶴崎町                        | 鶴崎町                         | 昭和29年3月31日 鶴崎市         | 鶴崎市                      | 鶴崎市                       | 鶴崎市                      | 昭和38年3月10日 大分市 | 大分市                      | 大分市 |
| 大 分 郡 | 森町村                | 森町村                | 森町村                   | 森町村                    | 別保村                     | 別保村                              | 昭和13年4月1日 鶴崎町に編入         | 鶴崎町                        | 鶴崎町                         | 昭和29年3月31日 鶴崎市         | 鶴崎市                      | 鶴崎市                       | 鶴崎市                      | 昭和38年3月10日 大分市 | 大分市                      | 大分市 |
| 大 分 郡 | 門田村                | 門田村                | 皆春村                   | 皆春村                    | 別保村                     | 別保村                              | 昭和13年4月1日 鶴崎町に編入         | 鶴崎町                        | 鶴崎町                         | 昭和29年3月31日 鶴崎市         | 鶴崎市                      | 鶴崎市                       | 鶴崎市                      | 昭和38年3月10日 大分市 | 大分市                      | 大分市 |
| 大 分 郡 | 中島村                |                       | 皆春村                   | 皆春村                    | 別保村                     | 別保村                              | 昭和13年4月1日 鶴崎町に編入         | 鶴崎町                        | 鶴崎町                         | 昭和29年3月31日 鶴崎市         | 鶴崎市                      | 鶴崎市                       | 鶴崎市                      | 昭和38年3月10日 大分市 | 大分市                      | 大分市 |
| 大 分 郡 | 三佐村                | 三佐村                | 三佐村                   | 三佐村                    | 三佐村                     | 三佐村                              | 昭和18年4月1日 鶴崎町に編入         | 鶴崎町                        | 鶴崎町                         | 昭和29年3月31日 鶴崎市         | 鶴崎市                      | 鶴崎市                       | 鶴崎市                      | 昭和38年3月10日 大分市 | 大分市                      | 大分市 |
| 大 分 郡 | 海原村                | 海原村                | 海原村                   | 海原村                    | 三佐村                     | 三佐村                              | 昭和18年4月1日 鶴崎町に編入         | 鶴崎町                        | 鶴崎町                         | 昭和29年3月31日 鶴崎市         | 鶴崎市                      | 鶴崎市                       | 鶴崎市                      | 昭和38年3月10日 大分市 | 大分市                      | 大分市 |
| 大 分 郡 | 家島村                | 家島村                | 家島村                   | 家島村                    | 三佐村                     | 三佐村                              | 昭和18年4月1日 鶴崎町に編入         | 鶴崎町                        | 鶴崎町                         | 昭和29年3月31日 鶴崎市         | 鶴崎市                      | 鶴崎市                       | 鶴崎市                      | 昭和38年3月10日 大分市 | 大分市                      | 大分市 |
| 大 分 郡 | 千歳村                | 千歳村                | 千歳村                   | 千歳村                    | 桃園村                     | 桃園村                              | 昭和19年2月11日 鶴崎町に編入        | 鶴崎町                        | 鶴崎町                         | 昭和29年3月31日 鶴崎市         | 鶴崎市                      | 鶴崎市                       | 鶴崎市                      | 昭和38年3月10日 大分市 | 大分市                      | 大分市 |
| 大 分 郡 | 山津村                |                       | 千歳村                   | 千歳村                    | 桃園村                     | 桃園村                              | 昭和19年2月11日 鶴崎町に編入        | 鶴崎町                        | 鶴崎町                         | 昭和29年3月31日 鶴崎市         | 鶴崎市                      | 鶴崎市                       | 鶴崎市                      | 昭和38年3月10日 大分市 | 大分市                      | 大分市 |
| 大 分 郡 | 乙津村                | 乙津村                | 乙津村                   | 乙津村                    | 桃園村                     | 桃園村                              | 昭和19年2月11日 鶴崎町に編入        | 鶴崎町                        | 鶴崎町                         | 昭和29年3月31日 鶴崎市         | 鶴崎市                      | 鶴崎市                       | 鶴崎市                      | 昭和38年3月10日 大分市 | 大分市                      | 大分市 |
| 大 分 郡 | 本三川村              | 本三川村              | 三川村                   | 三川村                    | 桃園村                     | 桃園村                              | 昭和19年2月11日 鶴崎町に編入        | 鶴崎町                        | 鶴崎町                         | 昭和29年3月31日 鶴崎市         | 鶴崎市                      | 鶴崎市                       | 鶴崎市                      | 昭和38年3月10日 大分市 | 大分市                      | 大分市 |
| 大 分 郡 | 今三川村              |                       | 三川村                   | 三川村                    | 桃園村                     | 桃園村                              | 昭和19年2月11日 鶴崎町に編入        | 鶴崎町                        | 鶴崎町                         | 昭和29年3月31日 鶴崎市         | 鶴崎市                      | 鶴崎市                       | 鶴崎市                      | 昭和38年3月10日 大分市 | 大分市                      | 大分市 |
| 大 分 郡 | 横尾村                | 横尾村                | 横尾村                   | 横尾村                    | 明治村                     | 明治村                              | 明治村                              | 明治村                        | 明治村                         | 昭和29年3月31日 鶴崎市         | 鶴崎市                      | 鶴崎市                       | 鶴崎市                      | 昭和38年3月10日 大分市 | 大分市                      | 大分市 |
| 大 分 郡 | 猪野村                | 猪野村                | 猪野村                   | 猪野村                    | 明治村                     | 明治村                              | 明治村                              | 明治村                        | 明治村                         | 昭和29年3月31日 鶴崎市         | 鶴崎市                      | 鶴崎市                       | 鶴崎市                      | 昭和38年3月10日 大分市 | 大分市                      | 大分市 |
| 大 分 郡 | 小池原村              | 小池原村              | 小池原村                 | 小池原村                  | 明治村                     | 明治村                              | 明治村                              | 明治村                        | 明治村                         | 昭和29年3月31日 鶴崎市         | 鶴崎市                      | 鶴崎市                       | 鶴崎市                      | 昭和38年3月10日 大分市 | 大分市                      | 大分市 |
| 大 分 郡 | 葛木村                | 葛木村                | 葛木村                   | 葛木村                    | 明治村                     | 明治村                              | 明治村                              | 明治村                        | 明治村                         | 昭和29年3月31日 鶴崎市         | 鶴崎市                      | 鶴崎市                       | 鶴崎市                      | 昭和38年3月10日 大分市 | 大分市                      | 大分市 |
| 大 分 郡 | 下徳丸村              | 下徳丸村              | 下徳丸村                 | 下徳丸村                  | 高田村                     | 高田村                              | 高田村                              | 高田村                        | 高田村                         | 昭和29年3月31日 鶴崎市         | 鶴崎市                      | 鶴崎市                       | 鶴崎市                      | 昭和38年3月10日 大分市 | 大分市                      | 大分市 |
| 大 分 郡 | 上徳丸村              | 上徳丸村              | 丸亀村                   | 丸亀村                    | 高田村                     | 高田村                              | 高田村                              | 高田村                        | 高田村                         | 昭和29年3月31日 鶴崎市         | 鶴崎市                      | 鶴崎市                       | 鶴崎市                      | 昭和38年3月10日 大分市 | 大分市                      | 大分市 |
| 大 分 郡 | 亀甲村                |                       | 丸亀村                   | 丸亀村                    | 高田村                     | 高田村                              | 高田村                              | 高田村                        | 高田村                         | 昭和29年3月31日 鶴崎市         | 鶴崎市                      | 鶴崎市                       | 鶴崎市                      | 昭和38年3月10日 大分市 | 大分市                      | 大分市 |
| 大 分 郡 | 関門村                | 関門村                | 関園村                   | 関園村                    | 高田村                     | 高田村                              | 高田村                              | 高田村                        | 高田村                         | 昭和29年3月31日 鶴崎市         | 鶴崎市                      | 鶴崎市                       | 鶴崎市                      | 昭和38年3月10日 大分市 | 大分市                      | 大分市 |
| 大 分 郡 | 堂園村                |                       | 関園村                   | 関園村                    | 高田村                     | 高田村                              | 高田村                              | 高田村                        | 高田村                         | 昭和29年3月31日 鶴崎市         | 鶴崎市                      | 鶴崎市                       | 鶴崎市                      | 昭和38年3月10日 大分市 | 大分市                      | 大分市 |
| 大 分 郡 | 大鶴村                | 大鶴村                | 鶴瀬村                   | 鶴瀬村                    | 高田村                     | 高田村                              | 高田村                              | 高田村                        | 高田村                         | 昭和29年3月31日 鶴崎市         | 鶴崎市                      | 鶴崎市                       | 鶴崎市                      | 昭和38年3月10日 大分市 | 大分市                      | 大分市 |
| 大 分 郡 | 鵜猟河瀬村            |                       | 鶴瀬村                   | 鶴瀬村                    | 高田村                     | 高田村                              | 高田村                              | 高田村                        | 高田村                         | 昭和29年3月31日 鶴崎市         | 鶴崎市                      | 鶴崎市                       | 鶴崎市                      | 昭和38年3月10日 大分市 | 大分市                      | 大分市 |
| 大 分 郡 | 常行村                | 常行村                | 常行村                   | 常行村                    | 高田村                     | 高田村                              | 高田村                              | 高田村                        | 高田村                         | 昭和29年3月31日 鶴崎市         | 鶴崎市                      | 鶴崎市                       | 鶴崎市                      | 昭和38年3月10日 大分市 | 大分市                      | 大分市 |
| 大 分 郡 | 南村                  | 南村                  | 南村                     | 南村                      | 高田村                     | 高田村                              | 高田村                              | 高田村                        | 高田村                         | 昭和29年3月31日 鶴崎市         | 鶴崎市                      | 鶴崎市                       | 鶴崎市                      | 昭和38年3月10日 大分市 | 大分市                      | 大分市 |
| 大 分 郡 | 松岡村                | 松岡村                | 松岡村                   | 松岡村                    | 松岡村                     | 松岡村                              | 松岡村                              | 松岡村                        | 松岡村                         | 昭和29年3月31日 鶴崎市         | 鶴崎市                      | 鶴崎市                       | 鶴崎市                      | 昭和38年3月10日 大分市 | 大分市                      | 大分市 |
| 大 分 郡 | 池上村（延岡領）      |                       | 松岡村                   | 松岡村                    | 松岡村                     | 松岡村                              | 松岡村                              | 松岡村                        | 松岡村                         | 昭和29年3月31日 鶴崎市         | 鶴崎市                      | 鶴崎市                       | 鶴崎市                      | 昭和38年3月10日 大分市 | 大分市                      | 大分市 |
| 大 分 郡 | 成松村                |                       | 松岡村                   | 松岡村                    | 松岡村                     | 松岡村                              | 松岡村                              | 松岡村                        | 松岡村                         | 昭和29年3月31日 鶴崎市         | 鶴崎市                      | 鶴崎市                       | 鶴崎市                      | 昭和38年3月10日 大分市 | 大分市                      | 大分市 |
| 大 分 郡 | 真萱村                |                       | 松岡村                   | 松岡村                    | 松岡村                     | 松岡村                              | 松岡村                              | 松岡村                        | 松岡村                         | 昭和29年3月31日 鶴崎市         | 鶴崎市                      | 鶴崎市                       | 鶴崎市                      | 昭和38年3月10日 大分市 | 大分市                      | 大分市 |
| 海 部 郡 | 大津留村              | 大津留村              | 所属変更 大分郡 大津留村 | 大津留村                  | 松岡村                     | 松岡村                              | 松岡村                              | 松岡村                        | 松岡村                         | 昭和29年3月31日 鶴崎市         | 鶴崎市                      | 鶴崎市                       | 鶴崎市                      | 昭和38年3月10日 大分市 | 大分市                      | 大分市 |
| 海 部 郡 | 毛井村                | 毛井村                | 所属変更 大分郡 毛井村   | 毛井村                    | 松岡村                     | 松岡村                              | 松岡村                              | 松岡村                        | 松岡村                         | 昭和29年3月31日 鶴崎市         | 鶴崎市                      | 鶴崎市                       | 鶴崎市                      | 昭和38年3月10日 大分市 | 大分市                      | 大分市 |
| 海 部 郡 | 広内村                | 広内村                | 広内村                   | 明治11年 北海部郡広内村   | 北海部郡 川添村            | 北海部郡 川添村                     | 北海部郡 川添村                     | 北海部郡 川添村               | 昭和25年1月1日 所属変更 大分郡 | 昭和29年3月31日 鶴崎市         | 鶴崎市                      | 鶴崎市                       | 鶴崎市                      | 昭和38年3月10日 大分市 | 大分市                      | 大分市 |
| 海 部 郡 | 宮河内村              | 宮河内村              | 宮河内村                 | 明治11年 北海部郡宮河内村 | 北海部郡 川添村            | 北海部郡 川添村                     | 北海部郡 川添村                     | 北海部郡 川添村               | 昭和25年1月1日 所属変更 大分郡 | 昭和29年3月31日 鶴崎市         | 鶴崎市                      | 鶴崎市                       | 鶴崎市                      | 昭和38年3月10日 大分市 | 大分市                      | 大分市 |
| 大 分 郡 | 鶴村                  | 鶴村                  | 所属変更 海部郡 種具村   | 明治11年 北海部郡種具村   | 北海部郡 川添村            | 北海部郡 川添村                     | 北海部郡 川添村                     | 北海部郡 川添村               | 昭和25年1月1日 所属変更 大分郡 | 昭和29年3月31日 鶴崎市         | 鶴崎市                      | 鶴崎市                       | 鶴崎市                      | 昭和38年3月10日 大分市 | 大分市                      | 大分市 |
| 大 分 郡 | 中瀬村                |                       | 所属変更 海部郡 種具村   | 明治11年 北海部郡種具村   | 北海部郡 川添村            | 北海部郡 川添村                     | 北海部郡 川添村                     | 北海部郡 川添村               | 昭和25年1月1日 所属変更 大分郡 | 昭和29年3月31日 鶴崎市         | 鶴崎市                      | 鶴崎市                       | 鶴崎市                      | 昭和38年3月10日 大分市 | 大分市                      | 大分市 |
| 大 分 郡 | 百堂村                |                       | 所属変更 海部郡 種具村   | 明治11年 北海部郡種具村   | 北海部郡 川添村            | 北海部郡 川添村                     | 北海部郡 川添村                     | 北海部郡 川添村               | 昭和25年1月1日 所属変更 大分郡 | 昭和29年3月31日 鶴崎市         | 鶴崎市                      | 鶴崎市                       | 鶴崎市                      | 昭和38年3月10日 大分市 | 大分市                      | 大分市 |
| 大 分 郡 | 迫村                  | 迫村                  | 迫村                     | 迫村                      | 北海部郡 川添村            | 北海部郡 川添村                     | 北海部郡 川添村                     | 北海部郡 川添村               | 昭和25年1月1日 所属変更 大分郡 | 昭和29年3月31日 鶴崎市         | 鶴崎市                      | 鶴崎市                       | 鶴崎市                      | 昭和38年3月10日 大分市 | 大分市                      | 大分市 |
| 大 分 郡 | 上志村                | 上志村                | 所属変更 海部郡志村      | 明治11年 北海部郡志村     | 北海部郡 西大在村 の一部   | 明治40年6月1日 北海部郡大在村の一部 | 明治40年6月1日 北海部郡大在村の一部 | 北海部郡 大在村の一部         | 北海部郡大在村の一部           | 北海部郡大在村の一部           | 北海部郡大在村の一部        | 北海部郡大在村の一部         | 北海部郡 大在村の一部       | 昭和38年3月10日 大分市 | 大分市                      | 大分市 |
| 大 分 郡 | 下志村                |                       | 所属変更 海部郡志村      | 明治11年 北海部郡志村     | 北海部郡 西大在村 の一部   | 明治40年6月1日 北海部郡大在村の一部 | 明治40年6月1日 北海部郡大在村の一部 | 北海部郡 大在村の一部         | 北海部郡大在村の一部           | 北海部郡大在村の一部           | 北海部郡大在村の一部        | 北海部郡大在村の一部         | 北海部郡 大在村の一部       | 昭和38年3月10日 大分市 | 大分市                      | 大分市 |
| 大 分 郡 | 稙田市村              | 稙田市村              | 市村                     | 市村                      | 稙田村                     | 明治40年4月1日 稙田村               | 明治40年4月1日 稙田村               | 稙田村                        | 稙田村                         | 稙田村                         | 昭和30年2月1日 大分村       | 昭和32年4月1日 町制 大分町   | 大分町                      | 昭和38年3月10日 大分市 | 大分市                      | 大分市 |
| 大 分 郡 | 世利村                |                       | 市村                     | 市村                      | 稙田村                     | 明治40年4月1日 稙田村               | 明治40年4月1日 稙田村               | 稙田村                        | 稙田村                         | 稙田村                         | 昭和30年2月1日 大分村       | 昭和32年4月1日 町制 大分町   | 大分町                      | 昭和38年3月10日 大分市 | 大分市                      | 大分市 |
| 大 分 郡 | 雄城村                | 雄城村                | 玉沢村                   | 玉沢村                    | 稙田村                     | 明治40年4月1日 稙田村               | 明治40年4月1日 稙田村               | 稙田村                        | 稙田村                         | 稙田村                         | 昭和30年2月1日 大分村       | 昭和32年4月1日 町制 大分町   | 大分町                      | 昭和38年3月10日 大分市 | 大分市                      | 大分市 |
| 大 分 郡 | 粟野村                |                       | 玉沢村                   | 玉沢村                    | 稙田村                     | 明治40年4月1日 稙田村               | 明治40年4月1日 稙田村               | 稙田村                        | 稙田村                         | 稙田村                         | 昭和30年2月1日 大分村       | 昭和32年4月1日 町制 大分町   | 大分町                      | 昭和38年3月10日 大分市 | 大分市                      | 大分市 |
| 大 分 郡 | 桑本村                |                       | 玉沢村                   | 玉沢村                    | 稙田村                     | 明治40年4月1日 稙田村               | 明治40年4月1日 稙田村               | 稙田村                        | 稙田村                         | 稙田村                         | 昭和30年2月1日 大分村       | 昭和32年4月1日 町制 大分町   | 大分町                      | 昭和38年3月10日 大分市 | 大分市                      | 大分市 |
| 大 分 郡 | 木上村                | 木上村                | 木上村                   | 木上村                    | 稙田村                     | 明治40年4月1日 稙田村               | 明治40年4月1日 稙田村               | 稙田村                        | 稙田村                         | 稙田村                         | 昭和30年2月1日 大分村       | 昭和32年4月1日 町制 大分町   | 大分町                      | 昭和38年3月10日 大分市 | 大分市                      | 大分市 |
| 大 分 郡 | 口戸村                | 口戸村                | 口戸村                   | 口戸村                    | 稙田村                     | 明治40年4月1日 稙田村               | 明治40年4月1日 稙田村               | 稙田村                        | 稙田村                         | 稙田村                         | 昭和30年2月1日 大分村       | 昭和32年4月1日 町制 大分町   | 大分町                      | 昭和38年3月10日 大分市 | 大分市                      | 大分市 |
| 大 分 郡 | 上宗方村              | 上宗方村              | 上宗方村                 | 上宗方村                  | 稙田村                     | 明治40年4月1日 稙田村               | 明治40年4月1日 稙田村               | 稙田村                        | 稙田村                         | 稙田村                         | 昭和30年2月1日 大分村       | 昭和32年4月1日 町制 大分町   | 大分町                      | 昭和38年3月10日 大分市 | 大分市                      | 大分市 |
| 大 分 郡 | 下宗方村              | 下宗方村              | 下宗方村                 | 下宗方村                  | 稙田村                     | 明治40年4月1日 稙田村               | 明治40年4月1日 稙田村               | 稙田村                        | 稙田村                         | 稙田村                         | 昭和30年2月1日 大分村       | 昭和32年4月1日 町制 大分町   | 大分町                      | 昭和38年3月10日 大分市 | 大分市                      | 大分市 |
| 大 分 郡 | 八幡田村              |                       | 下宗方村                 | 下宗方村                  | 稙田村                     | 明治40年4月1日 稙田村               | 明治40年4月1日 稙田村               | 稙田村                        | 稙田村                         | 稙田村                         | 昭和30年2月1日 大分村       | 昭和32年4月1日 町制 大分町   | 大分町                      | 昭和38年3月10日 大分市 | 大分市                      | 大分市 |
| 大 分 郡 | 小野津留村            | 小野津留村            | 小野津留村               | 小野津留村                | 西稙田村                   | 明治40年4月1日 稙田村               | 明治40年4月1日 稙田村               | 稙田村                        | 稙田村                         | 稙田村                         | 昭和30年2月1日 大分村       | 昭和32年4月1日 町制 大分町   | 大分町                      | 昭和38年3月10日 大分市 | 大分市                      | 大分市 |
| 大 分 郡 | 田原村                | 田原村                | 田原村                   | 田原村                    | 西稙田村                   | 明治40年4月1日 稙田村               | 明治40年4月1日 稙田村               | 稙田村                        | 稙田村                         | 稙田村                         | 昭和30年2月1日 大分村       | 昭和32年4月1日 町制 大分町   | 大分町                      | 昭和38年3月10日 大分市 | 大分市                      | 大分市 |
| 大 分 郡 | 横瀬村                | 横瀬村                | 横瀬村                   | 横瀬村                    | 西稙田村                   | 明治40年4月1日 稙田村               | 明治40年4月1日 稙田村               | 稙田村                        | 稙田村                         | 稙田村                         | 昭和30年2月1日 大分村       | 昭和32年4月1日 町制 大分町   | 大分町                      | 昭和38年3月10日 大分市 | 大分市                      | 大分市 |
| 大 分 郡 | 鬼崎村                | 一部                  | 鬼崎村                   | 鬼崎村                    | 西稙田村                   | 明治40年4月1日 稙田村               | 明治40年4月1日 稙田村               | 稙田村                        | 稙田村                         | 稙田村                         | 昭和30年2月1日 大分村       | 昭和32年4月1日 町制 大分町   | 大分町                      | 昭和38年3月10日 大分市 | 大分市                      | 大分市 |
| 大 分 郡 | 鬼崎村                | 一部                  | 鬼崎村                   | 鬼崎村                    | 西稙田村                   | 明治40年4月1日 稙田村               | 明治40年4月1日 稙田村               | 稙田村                        | 稙田村                         | 稙田村                         | 昭和30年2月1日 大分村       | 昭和32年4月1日 挾間町に編入  | 挾間町                      | 挾間町                 | 平成17年10月1日 由布市      | 由布市 |
| 大 分 郡 | 堂尻村                |                       | 鬼崎村                   | 鬼崎村                    | 西稙田村                   | 明治40年4月1日 稙田村               | 明治40年4月1日 稙田村               | 稙田村                        | 稙田村                         | 稙田村                         | 昭和30年2月1日 大分村       | 昭和32年4月1日 挾間町に編入  | 挾間町                      | 挾間町                 | 平成17年10月1日 由布市      | 由布市 |
| 大 分 郡 | 田野小野村            | 一部                  | 鬼崎村                   | 鬼崎村                    | 西稙田村                   | 明治40年4月1日 稙田村               | 明治40年4月1日 稙田村               | 稙田村                        | 稙田村                         | 稙田村                         | 昭和30年2月1日 大分村       | 昭和32年4月1日 挾間町に編入  | 挾間町                      | 挾間町                 | 平成17年10月1日 由布市      | 由布市 |
| 大 分 郡 | 田野小野村            | 一部                  | 鬼崎村                   | 鬼崎村                    | 西稙田村                   | 明治40年4月1日 稙田村               | 明治40年4月1日 稙田村               | 稙田村                        | 稙田村                         | 稙田村                         | 昭和30年2月1日 大分村       | 昭和32年4月1日 町制 大分町   | 大分町                      | 昭和38年3月10日 大分市 | 大分市                      | 大分市 |
| 大 分 郡 | 光吉村                | 光吉村                | 光吉村                   | 光吉村                    | 東稙田村                   | 東稙田村                            | 東稙田村                            | 東稙田村                      | 東稙田村                       | 東稙田村                       | 昭和30年2月1日 大分村       | 昭和32年4月1日 町制 大分町   | 大分町                      | 昭和38年3月10日 大分市 | 大分市                      | 大分市 |
| 大 分 郡 | 秋岡村                | 秋岡村                | 岡川村                   | 岡川村                    | 東稙田村                   | 東稙田村                            | 東稙田村                            | 東稙田村                      | 東稙田村                       | 東稙田村                       | 昭和30年2月1日 大分村       | 昭和32年4月1日 町制 大分町   | 大分町                      | 昭和38年3月10日 大分市 | 大分市                      | 大分市 |
| 大 分 郡 | 石川村                |                       | 岡川村                   | 岡川村                    | 東稙田村                   | 東稙田村                            | 東稙田村                            | 東稙田村                      | 東稙田村                       | 東稙田村                       | 昭和30年2月1日 大分村       | 昭和32年4月1日 町制 大分町   | 大分町                      | 昭和38年3月10日 大分市 | 大分市                      | 大分市 |
| 大 分 郡 | 高城村（延岡領）      | 高城村（延岡領）      | 高瀬村                   | 高瀬村                    | 東稙田村                   | 東稙田村                            | 東稙田村                            | 東稙田村                      | 東稙田村                       | 東稙田村                       | 昭和30年2月1日 大分村       | 昭和32年4月1日 町制 大分町   | 大分町                      | 昭和38年3月10日 大分市 | 大分市                      | 大分市 |
| 大 分 郡 | 仲村                  |                       | 高瀬村                   | 高瀬村                    | 東稙田村                   | 東稙田村                            | 東稙田村                            | 東稙田村                      | 東稙田村                       | 東稙田村                       | 昭和30年2月1日 大分村       | 昭和32年4月1日 町制 大分町   | 大分町                      | 昭和38年3月10日 大分市 | 大分市                      | 大分市 |
| 大 分 郡 | 鴛野村                | 鴛野村                | 鴛野村                   | 鴛野村                    | 東稙田村                   | 東稙田村                            | 東稙田村                            | 東稙田村                      | 東稙田村                       | 東稙田村                       | 昭和30年2月1日 大分村       | 昭和32年4月1日 町制 大分町   | 大分町                      | 昭和38年3月10日 大分市 | 大分市                      | 大分市 |
| 大 分 郡 | 寒田村                | 寒田村                | 寒田村                   | 寒田村                    | 東稙田村                   | 東稙田村                            | 東稙田村                            | 東稙田村                      | 東稙田村                       | 東稙田村                       | 昭和30年2月1日 大分村       | 昭和32年4月1日 町制 大分町   | 大分町                      | 昭和38年3月10日 大分市 | 大分市                      | 大分市 |
| 大 分 郡 | 田尻村                | 田尻村                | 田尻村                   | 田尻村                    | 東稙田村                   | 東稙田村                            | 東稙田村                            | 東稙田村                      | 東稙田村                       | 東稙田村                       | 昭和30年2月1日 大分村       | 昭和32年4月1日 町制 大分町   | 大分町                      | 昭和38年3月10日 大分市 | 大分市                      | 大分市 |
| 大 分 郡 | 宮崎村                | 宮崎村                | 宮崎村                   | 宮崎村                    | 東稙田村                   | 東稙田村                            | 東稙田村                            | 東稙田村                      | 東稙田村                       | 東稙田村                       | 昭和30年2月1日 大分村       | 昭和32年4月1日 町制 大分町   | 大分町                      | 昭和38年3月10日 大分市 | 大分市                      | 大分市 |
| 大 分 郡 | 旦野原村              | 一部                  | 旦野原村                 | 旦野原村                  | 東稙田村                   | 東稙田村                            | 東稙田村                            | 東稙田村                      | 東稙田村                       | 東稙田村                       | 昭和30年2月1日 大分村       | 昭和32年4月1日 町制 大分町   | 大分町                      | 昭和38年3月10日 大分市 | 大分市                      | 大分市 |
| 大 分 郡 | 旦野原村              | 一部                  | 旦野原村                 | 旦野原村                  | 東稙田村                   | 東稙田村                            | 東稙田村                            | 東稙田村                      | 東稙田村                       | 東稙田村                       | 昭和30年1月1日 大分市に編入 | 大分市                       | 大分市                      | 昭和38年3月10日 大分市 | 大分市                      | 大分市 |
| 大 分 郡 | 賀来村                | 一部                  | 賀来村                   | 賀来村                    | 賀来村                     | 賀来村                              | 賀来村                              | 賀来村                        | 賀来村                         | 賀来村                         | 昭和30年1月1日 大分市に編入 | 大分市                       | 大分市                      | 昭和38年3月10日 大分市 | 大分市                      | 大分市 |
| 大 分 郡 | 賀来村                | 一部                  | 賀来村                   | 賀来村                    | 賀来村                     | 賀来村                              | 賀来村                              | 賀来村                        | 賀来村                         | 賀来村                         | 昭和30年2月1日 大分村       | 昭和32年4月1日 町制 大分町   | 大分町                      | 昭和38年3月10日 大分市 | 大分市                      | 大分市 |
| 大 分 郡 | 中尾村 （府内領里郷） | 中尾村 （府内領里郷） | 中尾村                   | 中尾村                    | 賀来村                     | 賀来村                              | 賀来村                              | 賀来村                        | 賀来村                         | 賀来村                         | 昭和30年2月1日 大分村       | 昭和32年4月1日 町制 大分町   | 大分町                      | 昭和38年3月10日 大分市 | 大分市                      | 大分市 |
| 大 分 郡 | 野田村                | 野田村                | 野田村                   | 野田村                    | 賀来村                     | 賀来村                              | 賀来村                              | 賀来村                        | 賀来村                         | 賀来村                         | 昭和30年2月1日 大分村       | 昭和32年4月1日 町制 大分町   | 大分町                      | 昭和38年3月10日 大分市 | 大分市                      | 大分市 |
| 大 分 郡 | 国分村                | 国分村                | 国分村                   | 国分村                    | 賀来村                     | 賀来村                              | 賀来村                              | 賀来村                        | 賀来村                         | 賀来村                         | 昭和30年2月1日 大分村       | 昭和32年4月1日 町制 大分町   | 大分町                      | 昭和38年3月10日 大分市 | 大分市                      | 大分市 |
| 大 分 郡 | 平横瀬村              | 平横瀬村              | 平横瀬村                 | 平横瀬村                  | 賀来村                     | 賀来村                              | 賀来村                              | 賀来村                        | 賀来村                         | 賀来村                         | 昭和30年2月1日 大分村       | 昭和32年4月1日 町制 大分町   | 大分町                      | 昭和38年3月10日 大分市 | 大分市                      | 大分市 |
| 大 分 郡 | 廻淵村                | 一部                  | 廻栖野村                 | 廻栖野村                  | 野津原村                   | 明治40年4月1日 野津原村             | 明治40年4月1日 野津原村             | 野津原村                      | 野津原村                       | 野津原村                       | 昭和30年3月31日 野津原村    | 昭和34年2月1日 町制 野津原町 | 昭和35年2月1日 大分町に編入 | 昭和38年3月10日 大分市 | 大分市                      | 大分市 |
| 大 分 郡 | 廻淵村                | 一部                  | 廻栖野村                 | 廻栖野村                  | 野津原村                   | 明治40年4月1日 野津原村             | 明治40年4月1日 野津原村             | 野津原村                      | 野津原村                       | 野津原村                       | 昭和30年3月31日 野津原村    | 昭和34年2月1日 町制 野津原町 | 野津原町                    | 野津原町               | 平成17年1月1日 大分市に編入 | 大分市 |
| 大 分 郡 | 塚野村                | 一部                  | 廻栖野村                 | 廻栖野村                  | 野津原村                   | 明治40年4月1日 野津原村             | 明治40年4月1日 野津原村             | 野津原村                      | 野津原村                       | 野津原村                       | 昭和30年3月31日 野津原村    | 昭和34年2月1日 町制 野津原町 | 野津原町                    | 野津原町               | 平成17年1月1日 大分市に編入 | 大分市 |
| 大 分 郡 | 塚野村                | 一部                  | 廻栖野村                 | 廻栖野村                  | 野津原村                   | 明治40年4月1日 野津原村             | 明治40年4月1日 野津原村             | 野津原村                      | 野津原村                       | 野津原村                       | 昭和30年3月31日 野津原村    | 昭和34年2月1日 町制 野津原町 | 昭和35年2月1日 大分町に編入 | 昭和38年3月10日 大分市 | 大分市                      | 大分市 |
| 大 分 郡 | 胡麻鶴村              | 一部                  | 廻栖野村                 | 廻栖野村                  | 野津原村                   | 明治40年4月1日 野津原村             | 明治40年4月1日 野津原村             | 野津原村                      | 野津原村                       | 野津原村                       | 昭和30年3月31日 野津原村    | 昭和34年2月1日 町制 野津原町 | 昭和35年2月1日 大分町に編入 | 昭和38年3月10日 大分市 | 大分市                      | 大分市 |
| 大 分 郡 | 胡麻鶴村              | 一部                  | 廻栖野村                 | 廻栖野村                  | 野津原村                   | 明治40年4月1日 野津原村             | 明治40年4月1日 野津原村             | 野津原村                      | 野津原村                       | 野津原村                       | 昭和30年3月31日 野津原村    | 昭和34年2月1日 町制 野津原町 | 野津原町                    | 野津原町               | 平成17年1月1日 大分市に編入 | 大分市 |
| 大 分 郡 | 野津原村              | 野津原村              | 野津原村                 | 野津原村                  | 野津原村                   | 明治40年4月1日 野津原村             | 明治40年4月1日 野津原村             | 野津原村                      | 野津原村                       | 野津原村                       | 昭和30年3月31日 野津原村    | 昭和34年2月1日 町制 野津原町 | 野津原町                    | 野津原町               | 平成17年1月1日 大分市に編入 | 大分市 |
| 大 分 郡 | 恵良村                |                       | 野津原村                 | 野津原村                  | 野津原村                   | 明治40年4月1日 野津原村             | 明治40年4月1日 野津原村             | 野津原村                      | 野津原村                       | 野津原村                       | 昭和30年3月31日 野津原村    | 昭和34年2月1日 町制 野津原町 | 野津原町                    | 野津原町               | 平成17年1月1日 大分市に編入 | 大分市 |
| 大 分 郡 | 福宗村                | 福宗村                | 福宗村                   | 福宗村                    | 野津原村                   | 明治40年4月1日 野津原村             | 明治40年4月1日 野津原村             | 野津原村                      | 野津原村                       | 野津原村                       | 昭和30年3月31日 野津原村    | 昭和34年2月1日 町制 野津原町 | 野津原町                    | 野津原町               | 平成17年1月1日 大分市に編入 | 大分市 |
| 大 分 郡 | 入蔵村                | 入蔵村                | 入蔵村                   | 入蔵村                    | 野津原村                   | 明治40年4月1日 野津原村             | 明治40年4月1日 野津原村             | 野津原村                      | 野津原村                       | 野津原村                       | 昭和30年3月31日 野津原村    | 昭和34年2月1日 町制 野津原町 | 野津原町                    | 野津原町               | 平成17年1月1日 大分市に編入 | 大分市 |
| 大 分 郡 | 吉熊村                |                       | 入蔵村                   | 入蔵村                    | 野津原村                   | 明治40年4月1日 野津原村             | 明治40年4月1日 野津原村             | 野津原村                      | 野津原村                       | 野津原村                       | 昭和30年3月31日 野津原村    | 昭和34年2月1日 町制 野津原町 | 野津原町                    | 野津原町               | 平成17年1月1日 大分市に編入 | 大分市 |
| 大 分 郡 | 辻原村                | 辻原村                | 辻原村                   | 辻原村                    | 諏訪村                     | 明治40年4月1日 野津原村             | 明治40年4月1日 野津原村             | 野津原村                      | 野津原村                       | 野津原村                       | 昭和30年3月31日 野津原村    | 昭和34年2月1日 町制 野津原町 | 野津原町                    | 野津原町               | 平成17年1月1日 大分市に編入 | 大分市 |
| 大 分 郡 | 岡蔵村                |                       | 辻原村                   | 辻原村                    | 諏訪村                     | 明治40年4月1日 野津原村             | 明治40年4月1日 野津原村             | 野津原村                      | 野津原村                       | 野津原村                       | 昭和30年3月31日 野津原村    | 昭和34年2月1日 町制 野津原町 | 野津原町                    | 野津原町               | 平成17年1月1日 大分市に編入 | 大分市 |
| 大 分 郡 | 竹内村                | 竹内村                | 竹矢村                   | 竹矢村                    | 諏訪村                     | 明治40年4月1日 野津原村             | 明治40年4月1日 野津原村             | 野津原村                      | 野津原村                       | 野津原村                       | 昭和30年3月31日 野津原村    | 昭和34年2月1日 町制 野津原町 | 野津原町                    | 野津原町               | 平成17年1月1日 大分市に編入 | 大分市 |
| 大 分 郡 | 矢野原村              |                       | 竹矢村                   | 竹矢村                    | 諏訪村                     | 明治40年4月1日 野津原村             | 明治40年4月1日 野津原村             | 野津原村                      | 野津原村                       | 野津原村                       | 昭和30年3月31日 野津原村    | 昭和34年2月1日 町制 野津原町 | 野津原町                    | 野津原町               | 平成17年1月1日 大分市に編入 | 大分市 |
| 大 分 郡 | 下詰村                | 下詰村                | 下原村                   | 下原村                    | 諏訪村                     | 明治40年4月1日 野津原村             | 明治40年4月1日 野津原村             | 野津原村                      | 野津原村                       | 野津原村                       | 昭和30年3月31日 野津原村    | 昭和34年2月1日 町制 野津原町 | 野津原町                    | 野津原町               | 平成17年1月1日 大分市に編入 | 大分市 |
| 大 分 郡 | 原村（熊本領）        |                       | 下原村                   | 下原村                    | 諏訪村                     | 明治40年4月1日 野津原村             | 明治40年4月1日 野津原村             | 野津原村                      | 野津原村                       | 野津原村                       | 昭和30年3月31日 野津原村    | 昭和34年2月1日 町制 野津原町 | 野津原町                    | 野津原町               | 平成17年1月1日 大分市に編入 | 大分市 |
| 大 分 郡 | 上詰村                | 上詰村                | 上詰村                   | 上詰村                    | 諏訪村                     | 明治40年4月1日 野津原村             | 明治40年4月1日 野津原村             | 野津原村                      | 野津原村                       | 野津原村                       | 昭和30年3月31日 野津原村    | 昭和34年2月1日 町制 野津原町 | 野津原町                    | 野津原町               | 平成17年1月1日 大分市に編入 | 大分市 |
| 大 分 郡 | 太田村                | 太田村                | 太田村                   | 太田村                    | 諏訪村                     | 明治40年4月1日 野津原村             | 明治40年4月1日 野津原村             | 野津原村                      | 野津原村                       | 野津原村                       | 昭和30年3月31日 野津原村    | 昭和34年2月1日 町制 野津原町 | 野津原町                    | 野津原町               | 平成17年1月1日 大分市に編入 | 大分市 |
| 大 分 郡 | 今畑村                |                       | 太田村                   | 太田村                    | 諏訪村                     | 明治40年4月1日 野津原村             | 明治40年4月1日 野津原村             | 野津原村                      | 野津原村                       | 野津原村                       | 昭和30年3月31日 野津原村    | 昭和34年2月1日 町制 野津原町 | 野津原町                    | 野津原町               | 平成17年1月1日 大分市に編入 | 大分市 |
| 直 入 郡 | 今市村                | 今市村                | 今市村                   | 今市村                    | 大野郡 今市村              | 大野郡 今市村                       | 大野郡 今市村                       | 大野郡 今市村                 | 昭和25年1月1日 所属変更 大分郡 | 昭和25年1月1日 所属変更 大分郡 | 昭和30年3月31日 野津原村    | 昭和34年2月1日 町制 野津原町 | 野津原町                    | 野津原町               | 平成17年1月1日 大分市に編入 | 大分市 |
| 直 入 郡 | 石合村                |                       | 今市村                   | 今市村                    | 大野郡 今市村              | 大野郡 今市村                       | 大野郡 今市村                       | 大野郡 今市村                 | 昭和25年1月1日 所属変更 大分郡 | 昭和25年1月1日 所属変更 大分郡 | 昭和30年3月31日 野津原村    | 昭和34年2月1日 町制 野津原町 | 野津原町                    | 野津原町               | 平成17年1月1日 大分市に編入 | 大分市 |
| 直 入 郡 | 山中村（朽網郷）      |                       | 今市村                   | 今市村                    | 大野郡 今市村              | 大野郡 今市村                       | 大野郡 今市村                       | 大野郡 今市村                 | 昭和25年1月1日 所属変更 大分郡 | 昭和25年1月1日 所属変更 大分郡 | 昭和30年3月31日 野津原村    | 昭和34年2月1日 町制 野津原町 | 野津原町                    | 野津原町               | 平成17年1月1日 大分市に編入 | 大分市 |
| 直 入 郡 | 練ヶ迫村              |                       | 今市村                   | 今市村                    | 大野郡 今市村              | 大野郡 今市村                       | 大野郡 今市村                       | 大野郡 今市村                 | 昭和25年1月1日 所属変更 大分郡 | 昭和25年1月1日 所属変更 大分郡 | 昭和30年3月31日 野津原村    | 昭和34年2月1日 町制 野津原町 | 野津原町                    | 野津原町               | 平成17年1月1日 大分市に編入 | 大分市 |
| 大 野 郡 | 杵ヶ原村              | 杵ヶ原村              | 荷尾杵村                 | 荷尾杵村                  | 大野郡 今市村              | 大野郡 今市村                       | 大野郡 今市村                       | 大野郡 今市村                 | 昭和25年1月1日 所属変更 大分郡 | 昭和25年1月1日 所属変更 大分郡 | 昭和30年3月31日 野津原村    | 昭和34年2月1日 町制 野津原町 | 野津原町                    | 野津原町               | 平成17年1月1日 大分市に編入 | 大分市 |
| 大 野 郡 | 尾原村                |                       | 荷尾杵村                 | 荷尾杵村                  | 大野郡 今市村              | 大野郡 今市村                       | 大野郡 今市村                       | 大野郡 今市村                 | 昭和25年1月1日 所属変更 大分郡 | 昭和25年1月1日 所属変更 大分郡 | 昭和30年3月31日 野津原村    | 昭和34年2月1日 町制 野津原町 | 野津原町                    | 野津原町               | 平成17年1月1日 大分市に編入 | 大分市 |
| 大 野 郡 | 荷小野村              |                       | 荷尾杵村                 | 荷尾杵村                  | 大野郡 今市村              | 大野郡 今市村                       | 大野郡 今市村                       | 大野郡 今市村                 | 昭和25年1月1日 所属変更 大分郡 | 昭和25年1月1日 所属変更 大分郡 | 昭和30年3月31日 野津原村    | 昭和34年2月1日 町制 野津原町 | 野津原町                    | 野津原町               | 平成17年1月1日 大分市に編入 | 大分市 |
| 大 野 郡 | 高沢村                | 高沢村                | 高原村                   | 高原村                    | 大野郡 今市村              | 大野郡 今市村                       | 大野郡 今市村                       | 大野郡 今市村                 | 昭和25年1月1日 所属変更 大分郡 | 昭和25年1月1日 所属変更 大分郡 | 昭和30年3月31日 野津原村    | 昭和34年2月1日 町制 野津原町 | 野津原町                    | 野津原町               | 平成17年1月1日 大分市に編入 | 大分市 |
| 大 野 郡 | 小原村（藤北郷）      |                       | 高原村                   | 高原村                    | 大野郡 今市村              | 大野郡 今市村                       | 大野郡 今市村                       | 大野郡 今市村                 | 昭和25年1月1日 所属変更 大分郡 | 昭和25年1月1日 所属変更 大分郡 | 昭和30年3月31日 野津原村    | 昭和34年2月1日 町制 野津原町 | 野津原町                    | 野津原町               | 平成17年1月1日 大分市に編入 | 大分市 |
| 大 野 郡 | 山峯村                | 山峯村                | 沢田村 の一部            | 沢田村の一部              | 土師村 の一部              | 明治40年6月1日 東大野村の一部       | 昭和3年8月1日 町制改称 大野町の一部 | 昭和22年3月1日 野津原村に編入 | 野津原村                       | 野津原村                       | 昭和30年3月31日 野津原村    | 昭和34年2月1日 町制 野津原町 | 野津原町                    | 野津原町               | 平成17年1月1日 大分市に編入 | 大分市 |
| 大 野 郡 | 沢田村                | 一部                  | 沢田村 の一部            | 沢田村の一部              | 土師村 の一部              | 明治40年6月1日 東大野村の一部       | 昭和3年8月1日 町制改称 大野町の一部 | 昭和22年3月1日 野津原村に編入 | 野津原村                       | 野津原村                       | 昭和30年3月31日 野津原村    | 昭和34年2月1日 町制 野津原町 | 野津原町                    | 野津原町               | 平成17年1月1日 大分市に編入 | 大分市 |
| 大 野 郡 | 安藤村                | 一部                  | 安藤村 の一部            | 安藤村の一部              | 土師村 の一部              | 明治40年6月1日 東大野村の一部       | 昭和3年8月1日 町制改称 大野町の一部 | 大野町の一部                  | 大野町の一部                   | 大野町の一部                   | 大野町の一部                | 大野町の一部                 | 昭和38年3月5日 大南町に編入 | 昭和38年3月10日 大分市 | 大分市                      | 大分市 |
| 大 野 郡 | 黒岩村                | 一部                  | 安藤村 の一部            | 安藤村の一部              | 土師村 の一部              | 明治40年6月1日 東大野村の一部       | 昭和3年8月1日 町制改称 大野町の一部 | 大野町の一部                  | 大野町の一部                   | 大野町の一部                   | 大野町の一部                | 大野町の一部                 | 昭和38年3月5日 大南町に編入 | 昭和38年3月10日 大分市 | 大分市                      | 大分市 |
| 大 分 郡 | 利光村                | 利光村                | 上戸次村                 | 上戸次村                  | 戸次村                     | 戸次村                              | 大正10年1月1日 町制 戸次町          | 戸次町                        | 戸次町                         | 昭和29年3月31日 大南町         | 大南町                      | 大南町                       | 大南町                      | 昭和38年3月10日 大分市 | 大分市                      | 大分市 |
| 大 分 郡 | 上尾村                |                       | 上戸次村                 | 上戸次村                  | 戸次村                     | 戸次村                              | 大正10年1月1日 町制 戸次町          | 戸次町                        | 戸次町                         | 昭和29年3月31日 大南町         | 大南町                      | 大南町                       | 大南町                      | 昭和38年3月10日 大分市 | 大分市                      | 大分市 |
| 大 分 郡 | 大塔村                |                       | 上戸次村                 | 上戸次村                  | 戸次村                     | 戸次村                              | 大正10年1月1日 町制 戸次町          | 戸次町                        | 戸次町                         | 昭和29年3月31日 大南町         | 大南町                      | 大南町                       | 大南町                      | 昭和38年3月10日 大分市 | 大分市                      | 大分市 |
| 大 分 郡 | 影木村                |                       | 上戸次村                 | 上戸次村                  | 戸次村                     | 戸次村                              | 大正10年1月1日 町制 戸次町          | 戸次町                        | 戸次町                         | 昭和29年3月31日 大南町         | 大南町                      | 大南町                       | 大南町                      | 昭和38年3月10日 大分市 | 大分市                      | 大分市 |
| 大 分 郡 | 川原村                |                       | 上戸次村                 | 上戸次村                  | 戸次村                     | 戸次村                              | 大正10年1月1日 町制 戸次町          | 戸次町                        | 戸次町                         | 昭和29年3月31日 大南町         | 大南町                      | 大南町                       | 大南町                      | 昭和38年3月10日 大分市 | 大分市                      | 大分市 |
| 大 分 郡 | 嶺村                  |                       | 上戸次村                 | 上戸次村                  | 戸次村                     | 戸次村                              | 大正10年1月1日 町制 戸次町          | 戸次町                        | 戸次町                         | 昭和29年3月31日 大南町         | 大南町                      | 大南町                       | 大南町                      | 昭和38年3月10日 大分市 | 大分市                      | 大分市 |
| 大 分 郡 | 戸次市村              | 戸次市村              | 中戸次村                 | 中戸次村                  | 戸次村                     | 戸次村                              | 大正10年1月1日 町制 戸次町          | 戸次町                        | 戸次町                         | 昭和29年3月31日 大南町         | 大南町                      | 大南町                       | 大南町                      | 昭和38年3月10日 大分市 | 大分市                      | 大分市 |
| 大 分 郡 | 川床村                |                       | 中戸次村                 | 中戸次村                  | 戸次村                     | 戸次村                              | 大正10年1月1日 町制 戸次町          | 戸次町                        | 戸次町                         | 昭和29年3月31日 大南町         | 大南町                      | 大南町                       | 大南町                      | 昭和38年3月10日 大分市 | 大分市                      | 大分市 |
| 大 分 郡 | 佐柳村                |                       | 中戸次村                 | 中戸次村                  | 戸次村                     | 戸次村                              | 大正10年1月1日 町制 戸次町          | 戸次町                        | 戸次町                         | 昭和29年3月31日 大南町         | 大南町                      | 大南町                       | 大南町                      | 昭和38年3月10日 大分市 | 大分市                      | 大分市 |
| 大 分 郡 | 門前村                |                       | 中戸次村                 | 中戸次村                  | 戸次村                     | 戸次村                              | 大正10年1月1日 町制 戸次町          | 戸次町                        | 戸次町                         | 昭和29年3月31日 大南町         | 大南町                      | 大南町                       | 大南町                      | 昭和38年3月10日 大分市 | 大分市                      | 大分市 |
| 大 分 郡 | 大内村                | 大内村                | 下戸次村                 | 下戸次村                  | 戸次村                     | 戸次村                              | 大正10年1月1日 町制 戸次町          | 戸次町                        | 戸次町                         | 昭和29年3月31日 大南町         | 大南町                      | 大南町                       | 大南町                      | 昭和38年3月10日 大分市 | 大分市                      | 大分市 |
| 大 分 郡 | 小津留村              |                       | 下戸次村                 | 下戸次村                  | 戸次村                     | 戸次村                              | 大正10年1月1日 町制 戸次町          | 戸次町                        | 戸次町                         | 昭和29年3月31日 大南町         | 大南町                      | 大南町                       | 大南町                      | 昭和38年3月10日 大分市 | 大分市                      | 大分市 |
| 大 分 郡 | 楠木生村              |                       | 下戸次村                 | 下戸次村                  | 戸次村                     | 戸次村                              | 大正10年1月1日 町制 戸次町          | 戸次町                        | 戸次町                         | 昭和29年3月31日 大南町         | 大南町                      | 大南町                       | 大南町                      | 昭和38年3月10日 大分市 | 大分市                      | 大分市 |
| 大 分 郡 | 備後村                |                       | 下戸次村                 | 下戸次村                  | 戸次村                     | 戸次村                              | 大正10年1月1日 町制 戸次町          | 戸次町                        | 戸次町                         | 昭和29年3月31日 大南町         | 大南町                      | 大南町                       | 大南町                      | 昭和38年3月10日 大分市 | 大分市                      | 大分市 |
| 大 分 郡 | 赤仁田村              | 赤仁田村              | 上判田村                 | 上判田村                  | 判田村                     | 判田村                              | 判田村                              | 判田村                        | 判田村                         | 昭和29年3月31日 大南町         | 大南町                      | 大南町                       | 大南町                      | 昭和38年3月10日 大分市 | 大分市                      | 大分市 |
| 大 分 郡 | 百木村                |                       | 上判田村                 | 上判田村                  | 判田村                     | 判田村                              | 判田村                              | 判田村                        | 判田村                         | 昭和29年3月31日 大南町         | 大南町                      | 大南町                       | 大南町                      | 昭和38年3月10日 大分市 | 大分市                      | 大分市 |
| 大 分 郡 | 安田村                |                       | 上判田村                 | 上判田村                  | 判田村                     | 判田村                              | 判田村                              | 判田村                        | 判田村                         | 昭和29年3月31日 大南町         | 大南町                      | 大南町                       | 大南町                      | 昭和38年3月10日 大分市 | 大分市                      | 大分市 |
| 大 分 郡 | 住床村                |                       | 上判田村                 | 上判田村                  | 判田村                     | 判田村                              | 判田村                              | 判田村                        | 判田村                         | 昭和29年3月31日 大南町         | 大南町                      | 大南町                       | 大南町                      | 昭和38年3月10日 大分市 | 大分市                      | 大分市 |
| 大 分 郡 | 米良村                |                       | 上判田村                 | 上判田村                  | 判田村                     | 判田村                              | 判田村                              | 判田村                        | 判田村                         | 昭和29年3月31日 大南町         | 大南町                      | 大南町                       | 大南町                      | 昭和38年3月10日 大分市 | 大分市                      | 大分市 |
| 大 分 郡 | 高取村                |                       | 上判田村                 | 上判田村                  | 判田村                     | 判田村                              | 判田村                              | 判田村                        | 判田村                         | 昭和29年3月31日 大南町         | 大南町                      | 大南町                       | 大南町                      | 昭和38年3月10日 大分市 | 大分市                      | 大分市 |
| 大 分 郡 | 昆布刈村              | 昆布刈村              | 中判田村                 | 中判田村                  | 判田村                     | 判田村                              | 判田村                              | 判田村                        | 判田村                         | 昭和29年3月31日 大南町         | 大南町                      | 大南町                       | 大南町                      | 昭和38年3月10日 大分市 | 大分市                      | 大分市 |
| 大 分 郡 | 高江村                |                       | 中判田村                 | 中判田村                  | 判田村                     | 判田村                              | 判田村                              | 判田村                        | 判田村                         | 昭和29年3月31日 大南町         | 大南町                      | 大南町                       | 大南町                      | 昭和38年3月10日 大分市 | 大分市                      | 大分市 |
| 大 分 郡 | 上光永村              | 上光永村              | 下判田村                 | 下判田村                  | 判田村                     | 判田村                              | 判田村                              | 判田村                        | 判田村                         | 昭和29年3月31日 大南町         | 大南町                      | 大南町                       | 大南町                      | 昭和38年3月10日 大分市 | 大分市                      | 大分市 |
| 大 分 郡 | 下光永村              |                       | 下判田村                 | 下判田村                  | 判田村                     | 判田村                              | 判田村                              | 判田村                        | 判田村                         | 昭和29年3月31日 大南町         | 大南町                      | 大南町                       | 大南町                      | 昭和38年3月10日 大分市 | 大分市                      | 大分市 |
| 大 分 郡 | 原村                  | 原村                  | 原村                     | 明治13年 改称 吉野原村    | 吉野村                     | 吉野村                              | 吉野村                              | 吉野村                        | 吉野村                         | 昭和29年3月31日 大南町         | 大南町                      | 大南町                       | 大南町                      | 昭和38年3月10日 大分市 | 大分市                      | 大分市 |
| 大 分 郡 | 上志津留村            | 上志津留村            | 志津留村                 | 志津留村                  | 吉野村                     | 吉野村                              | 吉野村                              | 吉野村                        | 吉野村                         | 昭和29年3月31日 大南町         | 大南町                      | 大南町                       | 大南町                      | 昭和38年3月10日 大分市 | 大分市                      | 大分市 |
| 大 分 郡 | 中志津留村            |                       | 志津留村                 | 志津留村                  | 吉野村                     | 吉野村                              | 吉野村                              | 吉野村                        | 吉野村                         | 昭和29年3月31日 大南町         | 大南町                      | 大南町                       | 大南町                      | 昭和38年3月10日 大分市 | 大分市                      | 大分市 |
| 大 分 郡 | 下志津留村            |                       | 志津留村                 | 志津留村                  | 吉野村                     | 吉野村                              | 吉野村                              | 吉野村                        | 吉野村                         | 昭和29年3月31日 大南町         | 大南町                      | 大南町                       | 大南町                      | 昭和38年3月10日 大分市 | 大分市                      | 大分市 |
| 大 分 郡 | 長畑村                |                       | 志津留村                 | 志津留村                  | 吉野村                     | 吉野村                              | 吉野村                              | 吉野村                        | 吉野村                         | 昭和29年3月31日 大南町         | 大南町                      | 大南町                       | 大南町                      | 昭和38年3月10日 大分市 | 大分市                      | 大分市 |
| 大 分 郡 | 月形村                | 月形村                | 月形村                   | 月形村                    | 吉野村                     | 吉野村                              | 吉野村                              | 吉野村                        | 吉野村                         | 昭和29年3月31日 大南町         | 大南町                      | 大南町                       | 大南町                      | 昭和38年3月10日 大分市 | 大分市                      | 大分市 |
| 大 分 郡 | 辻村                  | 辻村                  | 辻村                     | 辻村                      | 吉野村                     | 吉野村                              | 吉野村                              | 吉野村                        | 吉野村                         | 昭和29年3月31日 大南町         | 大南町                      | 大南町                       | 大南町                      | 昭和38年3月10日 大分市 | 大分市                      | 大分市 |
| 大 分 郡 | 福良村                | 福良村                | 福良村                   | 福良村                    | 吉野村                     | 吉野村                              | 吉野村                              | 吉野村                        | 吉野村                         | 昭和29年3月31日 大南町         | 大南町                      | 大南町                       | 大南町                      | 昭和38年3月10日 大分市 | 大分市                      | 大分市 |
| 大 分 郡 | 宮尾村                | 宮尾村                | 宮尾村                   | 宮尾村                    | 吉野村                     | 吉野村                              | 吉野村                              | 吉野村                        | 吉野村                         | 昭和29年3月31日 大南町         | 大南町                      | 大南町                       | 大南町                      | 昭和38年3月10日 大分市 | 大分市                      | 大分市 |
| 大 分 郡 | 奥村                  | 奥村                  | 奥村                     | 奥村                      | 吉野村                     | 吉野村                              | 吉野村                              | 吉野村                        | 吉野村                         | 昭和29年3月31日 大南町         | 大南町                      | 大南町                       | 大南町                      | 昭和38年3月10日 大分市 | 大分市                      | 大分市 |
| 大 分 郡 | 杉原村                | 杉原村                | 杉原村                   | 杉原村                    | 吉野村                     | 吉野村                              | 吉野村                              | 吉野村                        | 吉野村                         | 昭和29年3月31日 大南町         | 大南町                      | 大南町                       | 大南町                      | 昭和38年3月10日 大分市 | 大分市                      | 大分市 |
| 大 分 郡 | 萩尾村                | 萩尾村                | 萩尾村                   | 萩尾村                    | 吉野村                     | 吉野村                              | 吉野村                              | 吉野村                        | 吉野村                         | 昭和29年3月31日 大南町         | 大南町                      | 大南町                       | 大南町                      | 昭和38年3月10日 大分市 | 大分市                      | 大分市 |
| 大 分 郡 | 竹中村（熊本領）      | 竹中村（熊本領）      | 竹中村                   | 竹中村                    | 竹中村                     | 明治40年4月1日 竹中村               | 明治40年4月1日 竹中村               | 竹中村                        | 竹中村                         | 昭和29年3月31日 大南町         | 大南町                      | 大南町                       | 大南町                      | 昭和38年3月10日 大分市 | 大分市                      | 大分市 |
| 大 分 郡 | 中畑村（熊本領）      |                       | 竹中村                   | 竹中村                    | 竹中村                     | 明治40年4月1日 竹中村               | 明治40年4月1日 竹中村               | 竹中村                        | 竹中村                         | 昭和29年3月31日 大南町         | 大南町                      | 大南町                       | 大南町                      | 昭和38年3月10日 大分市 | 大分市                      | 大分市 |
| 大 分 郡 | 冬田村                |                       | 竹中村                   | 竹中村                    | 竹中村                     | 明治40年4月1日 竹中村               | 明治40年4月1日 竹中村               | 竹中村                        | 竹中村                         | 昭和29年3月31日 大南町         | 大南町                      | 大南町                       | 大南町                      | 昭和38年3月10日 大分市 | 大分市                      | 大分市 |
| 大 分 郡 | 岩上村                | 岩上村                | 端登村                   | 端登村                    | 竹中村                     | 明治40年4月1日 竹中村               | 明治40年4月1日 竹中村               | 竹中村                        | 竹中村                         | 昭和29年3月31日 大南町         | 大南町                      | 大南町                       | 大南町                      | 昭和38年3月10日 大分市 | 大分市                      | 大分市 |
| 大 分 郡 | 伊与床村              |                       | 端登村                   | 端登村                    | 竹中村                     | 明治40年4月1日 竹中村               | 明治40年4月1日 竹中村               | 竹中村                        | 竹中村                         | 昭和29年3月31日 大南町         | 大南町                      | 大南町                       | 大南町                      | 昭和38年3月10日 大分市 | 大分市                      | 大分市 |
| 大 分 郡 | 花香村                |                       | 端登村                   | 端登村                    | 竹中村                     | 明治40年4月1日 竹中村               | 明治40年4月1日 竹中村               | 竹中村                        | 竹中村                         | 昭和29年3月31日 大南町         | 大南町                      | 大南町                       | 大南町                      | 昭和38年3月10日 大分市 | 大分市                      | 大分市 |
| 大 分 郡 | 岩屋金村              |                       | 端登村                   | 端登村                    | 竹中村                     | 明治40年4月1日 竹中村               | 明治40年4月1日 竹中村               | 竹中村                        | 竹中村                         | 昭和29年3月31日 大南町         | 大南町                      | 大南町                       | 大南町                      | 昭和38年3月10日 大分市 | 大分市                      | 大分市 |
| 大 分 郡 | 鳥巣村                |                       | 端登村                   | 端登村                    | 竹中村                     | 明治40年4月1日 竹中村               | 明治40年4月1日 竹中村               | 竹中村                        | 竹中村                         | 昭和29年3月31日 大南町         | 大南町                      | 大南町                       | 大南町                      | 昭和38年3月10日 大分市 | 大分市                      | 大分市 |
| 大 分 郡 | 河原村                |                       | 端登村                   | 端登村                    | 竹中村                     | 明治40年4月1日 竹中村               | 明治40年4月1日 竹中村               | 竹中村                        | 竹中村                         | 昭和29年3月31日 大南町         | 大南町                      | 大南町                       | 大南町                      | 昭和38年3月10日 大分市 | 大分市                      | 大分市 |
| 大 分 郡 | 三ヶ村                |                       | 端登村                   | 端登村                    | 竹中村                     | 明治40年4月1日 竹中村               | 明治40年4月1日 竹中村               | 竹中村                        | 竹中村                         | 昭和29年3月31日 大南町         | 大南町                      | 大南町                       | 大南町                      | 昭和38年3月10日 大分市 | 大分市                      | 大分市 |
| 大 分 郡 | 高城村（熊本領）      | 高城村（熊本領）      | 河原内村                 | 河原内村                  | 河原内村                   | 明治40年4月1日 竹中村               | 明治40年4月1日 竹中村               | 竹中村                        | 竹中村                         | 昭和29年3月31日 大南町         | 大南町                      | 大南町                       | 大南町                      | 昭和38年3月10日 大分市 | 大分市                      | 大分市 |
| 大 分 郡 | 中野村                |                       | 河原内村                 | 河原内村                  | 河原内村                   | 明治40年4月1日 竹中村               | 明治40年4月1日 竹中村               | 竹中村                        | 竹中村                         | 昭和29年3月31日 大南町         | 大南町                      | 大南町                       | 大南町                      | 昭和38年3月10日 大分市 | 大分市                      | 大分市 |
| 大 分 郡 | 中無礼村（熊本領）    |                       | 河原内村                 | 河原内村                  | 河原内村                   | 明治40年4月1日 竹中村               | 明治40年4月1日 竹中村               | 竹中村                        | 竹中村                         | 昭和29年3月31日 大南町         | 大南町                      | 大南町                       | 大南町                      | 昭和38年3月10日 大分市 | 大分市                      | 大分市 |
| 大 分 郡 | 弓立村                |                       | 河原内村                 | 河原内村                  | 河原内村                   | 明治40年4月1日 竹中村               | 明治40年4月1日 竹中村               | 竹中村                        | 竹中村                         | 昭和29年3月31日 大南町         | 大南町                      | 大南町                       | 大南町                      | 昭和38年3月10日 大分市 | 大分市                      | 大分市 |
| 大 分 郡 | 石塚村                |                       | 河原内村                 | 河原内村                  | 河原内村                   | 明治40年4月1日 竹中村               | 明治40年4月1日 竹中村               | 竹中村                        | 竹中村                         | 昭和29年3月31日 大南町         | 大南町                      | 大南町                       | 大南町                      | 昭和38年3月10日 大分市 | 大分市                      | 大分市 |
| 大 分 郡 | 樫原村                |                       | 河原内村                 | 河原内村                  | 河原内村                   | 明治40年4月1日 竹中村               | 明治40年4月1日 竹中村               | 竹中村                        | 竹中村                         | 昭和29年3月31日 大南町         | 大南町                      | 大南町                       | 大南町                      | 昭和38年3月10日 大分市 | 大分市                      | 大分市 |
| 大 分 郡 | 小中尾村              |                       | 河原内村                 | 河原内村                  | 河原内村                   | 明治40年4月1日 竹中村               | 明治40年4月1日 竹中村               | 竹中村                        | 竹中村                         | 昭和29年3月31日 大南町         | 大南町                      | 大南町                       | 大南町                      | 昭和38年3月10日 大分市 | 大分市                      | 大分市 |
| 大 分 郡 | 杢代村                |                       | 河原内村                 | 河原内村                  | 河原内村                   | 明治40年4月1日 竹中村               | 明治40年4月1日 竹中村               | 竹中村                        | 竹中村                         | 昭和29年3月31日 大南町         | 大南町                      | 大南町                       | 大南町                      | 昭和38年3月10日 大分市 | 大分市                      | 大分市 |
| 大 分 郡 | 黒仁田村              |                       | 河原内村                 | 河原内村                  | 河原内村                   | 明治40年4月1日 竹中村               | 明治40年4月1日 竹中村               | 竹中村                        | 竹中村                         | 昭和29年3月31日 大南町         | 大南町                      | 大南町                       | 大南町                      | 昭和38年3月10日 大分市 | 大分市                      | 大分市 |
| 大 分 郡 | 津ヶ無礼村            |                       | 河原内村                 | 河原内村                  | 河原内村                   | 明治40年4月1日 竹中村               | 明治40年4月1日 竹中村               | 竹中村                        | 竹中村                         | 昭和29年3月31日 大南町         | 大南町                      | 大南町                       | 大南町                      | 昭和38年3月10日 大分市 | 大分市                      | 大分市 |
| 大 分 郡 | 内成村                | 一部                  | 内成村                   | 内成村                    | 石城川村                   | 石城川村                            | 石城川村                            | 石城川村                      | 石城川村                       | 昭和29年10月1日 挾間村         | 昭和30年4月1日 町制 挾間町  | 昭和31年8月1日 別府市に編入  | 別府市                      | 別府市                 | 別府市                      | 別府市 |
| 大 分 郡 | 内成村                | 一部                  | 内成村                   | 内成村                    | 石城川村                   | 石城川村                            | 石城川村                            | 石城川村                      | 石城川村                       | 昭和29年10月1日 挾間村         | 昭和30年4月1日 町制 挾間町  | 挾間町                       | 挾間町                      | 挾間町                 | 平成17年10月1日 由布市      | 由布市 |
| 大 分 郡 | 来鉢村                | 来鉢村                | 来鉢村                   | 来鉢村                    | 石城川村                   | 石城川村                            | 石城川村                            | 石城川村                      | 石城川村                       | 昭和29年10月1日 挾間村         | 昭和30年4月1日 町制 挾間町  | 挾間町                       | 挾間町                      | 挾間町                 | 平成17年10月1日 由布市      | 由布市 |
| 大 分 郡 | 七曾子村              | 七曾子村              | 七蔵司村                 | 七蔵司村                  | 石城川村                   | 石城川村                            | 石城川村                            | 石城川村                      | 石城川村                       | 昭和29年10月1日 挾間村         | 昭和30年4月1日 町制 挾間町  | 挾間町                       | 挾間町                      | 挾間町                 | 平成17年10月1日 由布市      | 由布市 |
| 大 分 郡 | 山口村                |                       | 七蔵司村                 | 七蔵司村                  | 石城川村                   | 石城川村                            | 石城川村                            | 石城川村                      | 石城川村                       | 昭和29年10月1日 挾間村         | 昭和30年4月1日 町制 挾間町  | 挾間町                       | 挾間町                      | 挾間町                 | 平成17年10月1日 由布市      | 由布市 |
| 大 分 郡 | 田代村                | 田代村                | 田代村                   | 田代村                    | 石城川村                   | 石城川村                            | 石城川村                            | 石城川村                      | 石城川村                       | 昭和29年10月1日 挾間村         | 昭和30年4月1日 町制 挾間町  | 挾間町                       | 挾間町                      | 挾間町                 | 平成17年10月1日 由布市      | 由布市 |
| 大 分 郡 | 中畑村（府内領）      |                       | 田代村                   | 田代村                    | 石城川村                   | 石城川村                            | 石城川村                            | 石城川村                      | 石城川村                       | 昭和29年10月1日 挾間村         | 昭和30年4月1日 町制 挾間町  | 挾間町                       | 挾間町                      | 挾間町                 | 平成17年10月1日 由布市      | 由布市 |
| 大 分 郡 | 平床村                |                       | 田代村                   | 田代村                    | 石城川村                   | 石城川村                            | 石城川村                            | 石城川村                      | 石城川村                       | 昭和29年10月1日 挾間村         | 昭和30年4月1日 町制 挾間町  | 挾間町                       | 挾間町                      | 挾間町                 | 平成17年10月1日 由布市      | 由布市 |
| 大 分 郡 | 高崎村                | 一部                  | 高崎村                   | 高崎村                    | 石城川村                   | 石城川村                            | 石城川村                            | 石城川村                      | 石城川村                       | 昭和29年10月1日 挾間村         | 昭和30年4月1日 町制 挾間町  | 挾間町                       | 挾間町                      | 挾間町                 | 平成17年10月1日 由布市      | 由布市 |
| 大 分 郡 | 高崎村                | 一部                  | 高崎村                   | 高崎村                    | 石城川村                   | 石城川村                            | 石城川村                            | 石城川村                      | 石城川村                       | 昭和29年10月1日 挾間村         | 昭和30年4月1日 町制 挾間町  | 昭和30年7月1日 大分市に編入  | 大分市                      | 昭和38年3月10日 大分市 | 大分市                      | 大分市 |
| 大 分 郡 | 新村                  |                       | 高崎村                   | 高崎村                    | 石城川村                   | 石城川村                            | 石城川村                            | 石城川村                      | 石城川村                       | 昭和29年10月1日 挾間村         | 昭和30年4月1日 町制 挾間町  | 昭和30年7月1日 大分市に編入  | 大分市                      | 昭和38年3月10日 大分市 | 大分市                      | 大分市 |
| 大 分 郡 | 宮苑村                | 宮苑村                | 宮苑村                   | 宮苑村                    | 石城川村                   | 石城川村                            | 石城川村                            | 石城川村                      | 石城川村                       | 昭和29年10月1日 挾間村         | 昭和30年4月1日 町制 挾間町  | 昭和31年4月1日 大分市に編入  | 大分市                      | 昭和38年3月10日 大分市 | 大分市                      | 大分市 |
| 大 分 郡 | 東院村                | 一部                  | 東院村                   | 東院村                    | 由布川村                   | 由布川村                            | 由布川村                            | 由布川村                      | 由布川村                       | 昭和29年10月1日 挾間村         | 昭和30年4月1日 町制 挾間町  | 昭和31年4月1日 大分市に編入  | 大分市                      | 昭和38年3月10日 大分市 | 大分市                      | 大分市 |
| 大 分 郡 | 東院村                | 一部                  | 東院村                   | 東院村                    | 由布川村                   | 由布川村                            | 由布川村                            | 由布川村                      | 由布川村                       | 昭和29年10月1日 挾間村         | 昭和30年4月1日 町制 挾間町  | 挾間町                       | 挾間町                      | 挾間町                 | 平成17年10月1日 由布市      | 由布市 |
| 大 分 郡 | 赤野村                | 赤野村                | 赤野村                   | 赤野村                    | 由布川村                   | 由布川村                            | 由布川村                            | 由布川村                      | 由布川村                       | 昭和29年10月1日 挾間村         | 昭和30年4月1日 町制 挾間町  | 挾間町                       | 挾間町                      | 挾間町                 | 平成17年10月1日 由布市      | 由布市 |
| 大 分 郡 | 東行村                |                       | 赤野村                   | 赤野村                    | 由布川村                   | 由布川村                            | 由布川村                            | 由布川村                      | 由布川村                       | 昭和29年10月1日 挾間村         | 昭和30年4月1日 町制 挾間町  | 挾間町                       | 挾間町                      | 挾間町                 | 平成17年10月1日 由布市      | 由布市 |
| 大 分 郡 | 海老毛村              |                       | 赤野村                   | 赤野村                    | 由布川村                   | 由布川村                            | 由布川村                            | 由布川村                      | 由布川村                       | 昭和29年10月1日 挾間村         | 昭和30年4月1日 町制 挾間町  | 挾間町                       | 挾間町                      | 挾間町                 | 平成17年10月1日 由布市      | 由布市 |
| 大 分 郡 | 三船村                | 三船村                | 三船村                   | 三船村                    | 由布川村                   | 由布川村                            | 由布川村                            | 由布川村                      | 由布川村                       | 昭和29年10月1日 挾間村         | 昭和30年4月1日 町制 挾間町  | 挾間町                       | 挾間町                      | 挾間町                 | 平成17年10月1日 由布市      | 由布市 |
| 大 分 郡 | 朴木村                | 朴木村                | 朴木村                   | 朴木村                    | 由布川村                   | 由布川村                            | 由布川村                            | 由布川村                      | 由布川村                       | 昭和29年10月1日 挾間村         | 昭和30年4月1日 町制 挾間町  | 挾間町                       | 挾間町                      | 挾間町                 | 平成17年10月1日 由布市      | 由布市 |
| 大 分 郡 | 埴坪村                |                       | 朴木村                   | 朴木村                    | 由布川村                   | 由布川村                            | 由布川村                            | 由布川村                      | 由布川村                       | 昭和29年10月1日 挾間村         | 昭和30年4月1日 町制 挾間町  | 挾間町                       | 挾間町                      | 挾間町                 | 平成17年10月1日 由布市      | 由布市 |
| 大 分 郡 | 古原村                | 古原村                | 古野村                   | 古野村                    | 由布川村                   | 由布川村                            | 由布川村                            | 由布川村                      | 由布川村                       | 昭和29年10月1日 挾間村         | 昭和30年4月1日 町制 挾間町  | 挾間町                       | 挾間町                      | 挾間町                 | 平成17年10月1日 由布市      | 由布市 |
| 大 分 郡 | 黒野村                |                       | 古野村                   | 古野村                    | 由布川村                   | 由布川村                            | 由布川村                            | 由布川村                      | 由布川村                       | 昭和29年10月1日 挾間村         | 昭和30年4月1日 町制 挾間町  | 挾間町                       | 挾間町                      | 挾間町                 | 平成17年10月1日 由布市      | 由布市 |
| 大 分 郡 | 鶴田村                | 鶴田村                | 挾間村                   | 挾間村                    | 挾間村                     | 挾間村                              | 挾間村                              | 挾間村                        | 挾間村                         | 昭和29年10月1日 挾間村         | 昭和30年4月1日 町制 挾間町  | 挾間町                       | 挾間町                      | 挾間町                 | 平成17年10月1日 由布市      | 由布市 |
| 大 分 郡 | 上市村                |                       | 挾間村                   | 挾間村                    | 挾間村                     | 挾間村                              | 挾間村                              | 挾間村                        | 挾間村                         | 昭和29年10月1日 挾間村         | 昭和30年4月1日 町制 挾間町  | 挾間町                       | 挾間町                      | 挾間町                 | 平成17年10月1日 由布市      | 由布市 |
| 大 分 郡 | 下市村                | 下市村                | 下市村                   | 下市村                    | 挾間村                     | 挾間村                              | 挾間村                              | 挾間村                        | 挾間村                         | 昭和29年10月1日 挾間村         | 昭和30年4月1日 町制 挾間町  | 挾間町                       | 挾間町                      | 挾間町                 | 平成17年10月1日 由布市      | 由布市 |
| 大 分 郡 | 時松村                | 時松村                | 時松村                   | 時松村                    | 挾間村                     | 挾間村                              | 挾間村                              | 挾間村                        | 挾間村                         | 昭和29年10月1日 挾間村         | 昭和30年4月1日 町制 挾間町  | 挾間町                       | 挾間町                      | 挾間町                 | 平成17年10月1日 由布市      | 由布市 |
| 大 分 郡 | 向原村                | 向原村                | 向原村                   | 向原村                    | 挾間村                     | 挾間村                              | 挾間村                              | 挾間村                        | 挾間村                         | 昭和29年10月1日 挾間村         | 昭和30年4月1日 町制 挾間町  | 挾間町                       | 挾間町                      | 挾間町                 | 平成17年10月1日 由布市      | 由布市 |
| 大 分 郡 | 中村（府内領）        |                       | 向原村                   | 向原村                    | 挾間村                     | 挾間村                              | 挾間村                              | 挾間村                        | 挾間村                         | 昭和29年10月1日 挾間村         | 昭和30年4月1日 町制 挾間町  | 挾間町                       | 挾間町                      | 挾間町                 | 平成17年10月1日 由布市      | 由布市 |
| 大 分 郡 | 柏野村                |                       | 向原村                   | 向原村                    | 挾間村                     | 挾間村                              | 挾間村                              | 挾間村                        | 挾間村                         | 昭和29年10月1日 挾間村         | 昭和30年4月1日 町制 挾間町  | 挾間町                       | 挾間町                      | 挾間町                 | 平成17年10月1日 由布市      | 由布市 |
| 大 分 郡 | 鬼瀬村                | 鬼瀬村                | 鬼瀬村                   | 鬼瀬村                    | 挾間村                     | 挾間村                              | 挾間村                              | 挾間村                        | 挾間村                         | 昭和29年10月1日 挾間村         | 昭和30年4月1日 町制 挾間町  | 挾間町                       | 挾間町                      | 挾間町                 | 平成17年10月1日 由布市      | 由布市 |
| 大 分 郡 | 池上村（臼杵領）      |                       | 鬼瀬村                   | 鬼瀬村                    | 挾間村                     | 挾間村                              | 挾間村                              | 挾間村                        | 挾間村                         | 昭和29年10月1日 挾間村         | 昭和30年4月1日 町制 挾間町  | 挾間町                       | 挾間町                      | 挾間町                 | 平成17年10月1日 由布市      | 由布市 |
| 大 分 郡 | 北方村                | 北方村                | 北方村                   | 北方村                    | 挾間村                     | 挾間村                              | 挾間村                              | 挾間村                        | 挾間村                         | 昭和29年10月1日 挾間村         | 昭和30年4月1日 町制 挾間町  | 挾間町                       | 挾間町                      | 挾間町                 | 平成17年10月1日 由布市      | 由布市 |
| 大 分 郡 | 谷村                  | 谷村                  | 谷村                     | 谷村                      | 谷村                       | 谷村                                | 谷村                                | 谷村                          | 谷村                           | 昭和29年10月1日 挾間村         | 昭和30年4月1日 町制 挾間町  | 挾間町                       | 挾間町                      | 挾間町                 | 平成17年10月1日 由布市      | 由布市 |
| 大 分 郡 | 馬籠村                |                       | 谷村                     | 谷村                      | 谷村                       | 谷村                                | 谷村                                | 谷村                          | 谷村                           | 昭和29年10月1日 挾間村         | 昭和30年4月1日 町制 挾間町  | 挾間町                       | 挾間町                      | 挾間町                 | 平成17年10月1日 由布市      | 由布市 |
| 大 分 郡 | 篠原村                | 篠原村                | 篠原村                   | 篠原村                    | 谷村                       | 谷村                                | 谷村                                | 谷村                          | 谷村                           | 昭和29年10月1日 挾間村         | 昭和30年4月1日 町制 挾間町  | 挾間町                       | 挾間町                      | 挾間町                 | 平成17年10月1日 由布市      | 由布市 |
| 大 分 郡 | 筒口村                | 筒口村                | 筒口村                   | 筒口村                    | 谷村                       | 谷村                                | 谷村                                | 谷村                          | 谷村                           | 昭和29年10月1日 挾間村         | 昭和30年4月1日 町制 挾間町  | 挾間町                       | 挾間町                      | 挾間町                 | 平成17年10月1日 由布市      | 由布市 |
| 大 分 郡 | 小野村                | 小野村                | 小野村                   | 小野村                    | 谷村                       | 谷村                                | 谷村                                | 谷村                          | 谷村                           | 昭和29年10月1日 挾間村         | 昭和30年4月1日 町制 挾間町  | 挾間町                       | 挾間町                      | 挾間町                 | 平成17年10月1日 由布市      | 由布市 |
| 大 分 郡 | 阿鉢村                |                       | 小野村                   | 小野村                    | 谷村                       | 谷村                                | 谷村                                | 谷村                          | 谷村                           | 昭和29年10月1日 挾間村         | 昭和30年4月1日 町制 挾間町  | 挾間町                       | 挾間町                      | 挾間町                 | 平成17年10月1日 由布市      | 由布市 |
| 大 分 郡 | 中村（熊本領）        |                       | 小野村                   | 小野村                    | 谷村                       | 谷村                                | 谷村                                | 谷村                          | 谷村                           | 昭和29年10月1日 挾間村         | 昭和30年4月1日 町制 挾間町  | 挾間町                       | 挾間町                      | 挾間町                 | 平成17年10月1日 由布市      | 由布市 |
| 大 分 郡 | 蛇口村                | 蛇口村                | 東長宝村                 | 東長宝村                  | 阿南村                     | 阿南村                              | 阿南村                              | 阿南村                        | 阿南村                         | 昭和29年11月1日 庄内村         | 昭和30年4月1日 町制 庄内町  | 昭和30年4月1日 町制 庄内町   | 庄内町                      | 庄内町                 | 平成17年10月1日 由布市      | 由布市 |
| 大 分 郡 | 五福村                |                       | 東長宝村                 | 東長宝村                  | 阿南村                     | 阿南村                              | 阿南村                              | 阿南村                        | 阿南村                         | 昭和29年11月1日 庄内村         | 昭和30年4月1日 町制 庄内町  | 昭和30年4月1日 町制 庄内町   | 庄内町                      | 庄内町                 | 平成17年10月1日 由布市      | 由布市 |
| 大 分 郡 | 岩下村                | 岩下村                | 西長宝村                 | 西長宝村                  | 阿南村                     | 阿南村                              | 阿南村                              | 阿南村                        | 阿南村                         | 昭和29年11月1日 庄内村         | 昭和30年4月1日 町制 庄内町  | 昭和30年4月1日 町制 庄内町   | 庄内町                      | 庄内町                 | 平成17年10月1日 由布市      | 由布市 |
| 大 分 郡 | 久保村                |                       | 西長宝村                 | 西長宝村                  | 阿南村                     | 阿南村                              | 阿南村                              | 阿南村                        | 阿南村                         | 昭和29年11月1日 庄内村         | 昭和30年4月1日 町制 庄内町  | 昭和30年4月1日 町制 庄内町   | 庄内町                      | 庄内町                 | 平成17年10月1日 由布市      | 由布市 |
| 大 分 郡 | 透内村                |                       | 西長宝村                 | 西長宝村                  | 阿南村                     | 阿南村                              | 阿南村                              | 阿南村                        | 阿南村                         | 昭和29年11月1日 庄内村         | 昭和30年4月1日 町制 庄内町  | 昭和30年4月1日 町制 庄内町   | 庄内町                      | 庄内町                 | 平成17年10月1日 由布市      | 由布市 |
| 大 分 郡 | 櫟木村                | 櫟木村                | 櫟木村                   | 櫟木村                    | 阿南村                     | 阿南村                              | 阿南村                              | 阿南村                        | 阿南村                         | 昭和29年11月1日 庄内村         | 昭和30年4月1日 町制 庄内町  | 昭和30年4月1日 町制 庄内町   | 庄内町                      | 庄内町                 | 平成17年10月1日 由布市      | 由布市 |
| 大 分 郡 | 小挾間村              | 小挾間村              | 小挾間村                 | 小挾間村                  | 阿南村                     | 阿南村                              | 阿南村                              | 阿南村                        | 阿南村                         | 昭和29年11月1日 庄内村         | 昭和30年4月1日 町制 庄内町  | 昭和30年4月1日 町制 庄内町   | 庄内町                      | 庄内町                 | 平成17年10月1日 由布市      | 由布市 |
| 大 分 郡 | 影戸村                | 影戸村                | 東大津留村               | 東大津留村                | 阿南村                     | 阿南村                              | 阿南村                              | 阿南村                        | 阿南村                         | 昭和29年11月1日 庄内村         | 昭和30年4月1日 町制 庄内町  | 昭和30年4月1日 町制 庄内町   | 庄内町                      | 庄内町                 | 平成17年10月1日 由布市      | 由布市 |
| 大 分 郡 | 瀬口村                |                       | 東大津留村               | 東大津留村                | 阿南村                     | 阿南村                              | 阿南村                              | 阿南村                        | 阿南村                         | 昭和29年11月1日 庄内村         | 昭和30年4月1日 町制 庄内町  | 昭和30年4月1日 町制 庄内町   | 庄内町                      | 庄内町                 | 平成17年10月1日 由布市      | 由布市 |
| 大 分 郡 | 田口原村              | 田口原村              | 南大津留村               | 南大津留村                | 阿南村                     | 阿南村                              | 阿南村                              | 阿南村                        | 阿南村                         | 昭和29年11月1日 庄内村         | 昭和30年4月1日 町制 庄内町  | 昭和30年4月1日 町制 庄内町   | 庄内町                      | 庄内町                 | 平成17年10月1日 由布市      | 由布市 |
| 大 分 郡 | 中尾村 （府内領奥郷） |                       | 南大津留村               | 南大津留村                | 阿南村                     | 阿南村                              | 阿南村                              | 阿南村                        | 阿南村                         | 昭和29年11月1日 庄内村         | 昭和30年4月1日 町制 庄内町  | 昭和30年4月1日 町制 庄内町   | 庄内町                      | 庄内町                 | 平成17年10月1日 由布市      | 由布市 |
| 大 分 郡 | 宗寿寺村              | 宗寿寺村              | 西大津留村               | 西大津留村                | 阿南村                     | 阿南村                              | 阿南村                              | 阿南村                        | 阿南村                         | 昭和29年11月1日 庄内村         | 昭和30年4月1日 町制 庄内町  | 昭和30年4月1日 町制 庄内町   | 庄内町                      | 庄内町                 | 平成17年10月1日 由布市      | 由布市 |
| 大 分 郡 | 竹中村（府内領）      |                       | 西大津留村               | 西大津留村                | 阿南村                     | 阿南村                              | 阿南村                              | 阿南村                        | 阿南村                         | 昭和29年11月1日 庄内村         | 昭和30年4月1日 町制 庄内町  | 昭和30年4月1日 町制 庄内町   | 庄内町                      | 庄内町                 | 平成17年10月1日 由布市      | 由布市 |
| 大 分 郡 | 平原村                | 平原村                | 北大津留村               | 北大津留村                | 阿南村                     | 阿南村                              | 阿南村                              | 阿南村                        | 阿南村                         | 昭和29年11月1日 庄内村         | 昭和30年4月1日 町制 庄内町  | 昭和30年4月1日 町制 庄内町   | 庄内町                      | 庄内町                 | 平成17年10月1日 由布市      | 由布市 |
| 大 分 郡 | 柚木村                |                       | 北大津留村               | 北大津留村                | 阿南村                     | 阿南村                              | 阿南村                              | 阿南村                        | 阿南村                         | 昭和29年11月1日 庄内村         | 昭和30年4月1日 町制 庄内町  | 昭和30年4月1日 町制 庄内町   | 庄内町                      | 庄内町                 | 平成17年10月1日 由布市      | 由布市 |
| 大 分 郡 | 五ヶ瀬村              | 五ヶ瀬村              | 五ヶ瀬村                 | 五ヶ瀬村                  | 東庄内村                   | 東庄内村                            | 東庄内村                            | 東庄内村                      | 東庄内村                       | 昭和29年11月1日 庄内村         | 昭和30年4月1日 町制 庄内町  | 昭和30年4月1日 町制 庄内町   | 庄内町                      | 庄内町                 | 平成17年10月1日 由布市      | 由布市 |
| 大 分 郡 | 梶屋村                |                       | 五ヶ瀬村                 | 五ヶ瀬村                  | 東庄内村                   | 東庄内村                            | 東庄内村                            | 東庄内村                      | 東庄内村                       | 昭和29年11月1日 庄内村         | 昭和30年4月1日 町制 庄内町  | 昭和30年4月1日 町制 庄内町   | 庄内町                      | 庄内町                 | 平成17年10月1日 由布市      | 由布市 |
| 大 分 郡 | 大龍村                | 大龍村                | 大龍村                   | 大龍村                    | 東庄内村                   | 東庄内村                            | 東庄内村                            | 東庄内村                      | 東庄内村                       | 昭和29年11月1日 庄内村         | 昭和30年4月1日 町制 庄内町  | 昭和30年4月1日 町制 庄内町   | 庄内町                      | 庄内町                 | 平成17年10月1日 由布市      | 由布市 |
| 大 分 郡 | 山鶴村                |                       | 大龍村                   | 大龍村                    | 東庄内村                   | 東庄内村                            | 東庄内村                            | 東庄内村                      | 東庄内村                       | 昭和29年11月1日 庄内村         | 昭和30年4月1日 町制 庄内町  | 昭和30年4月1日 町制 庄内町   | 庄内町                      | 庄内町                 | 平成17年10月1日 由布市      | 由布市 |
| 大 分 郡 | 龍原村                | 龍原村                | 龍原村                   | 龍原村                    | 東庄内村                   | 東庄内村                            | 東庄内村                            | 東庄内村                      | 東庄内村                       | 昭和29年11月1日 庄内村         | 昭和30年4月1日 町制 庄内町  | 昭和30年4月1日 町制 庄内町   | 庄内町                      | 庄内町                 | 平成17年10月1日 由布市      | 由布市 |
| 大 分 郡 | 長野村                | 長野村                | 長野村                   | 長野村                    | 西庄内村                   | 西庄内村                            | 西庄内村                            | 西庄内村                      | 西庄内村                       | 昭和29年11月1日 庄内村         | 昭和30年4月1日 町制 庄内町  | 昭和30年4月1日 町制 庄内町   | 庄内町                      | 庄内町                 | 平成17年10月1日 由布市      | 由布市 |
| 大 分 郡 | 橋爪村                | 橋爪村                | 高岡村                   | 高岡村                    | 西庄内村                   | 西庄内村                            | 西庄内村                            | 西庄内村                      | 西庄内村                       | 昭和29年11月1日 庄内村         | 昭和30年4月1日 町制 庄内町  | 昭和30年4月1日 町制 庄内町   | 庄内町                      | 庄内町                 | 平成17年10月1日 由布市      | 由布市 |
| 大 分 郡 | 葛原村                |                       | 高岡村                   | 高岡村                    | 西庄内村                   | 西庄内村                            | 西庄内村                            | 西庄内村                      | 西庄内村                       | 昭和29年11月1日 庄内村         | 昭和30年4月1日 町制 庄内町  | 昭和30年4月1日 町制 庄内町   | 庄内町                      | 庄内町                 | 平成17年10月1日 由布市      | 由布市 |
| 大 分 郡 | 甲斐田村              |                       | 高岡村                   | 高岡村                    | 西庄内村                   | 西庄内村                            | 西庄内村                            | 西庄内村                      | 西庄内村                       | 昭和29年11月1日 庄内村         | 昭和30年4月1日 町制 庄内町  | 昭和30年4月1日 町制 庄内町   | 庄内町                      | 庄内町                 | 平成17年10月1日 由布市      | 由布市 |
| 大 分 郡 | 畑田村                | 畑田村                | 畑田村                   | 畑田村                    | 西庄内村                   | 西庄内村                            | 西庄内村                            | 西庄内村                      | 西庄内村                       | 昭和29年11月1日 庄内村         | 昭和30年4月1日 町制 庄内町  | 昭和30年4月1日 町制 庄内町   | 庄内町                      | 庄内町                 | 平成17年10月1日 由布市      | 由布市 |
| 大 分 郡 | 桑畑村                | 桑畑村                | 原村                     | 明治13年 改称 庄内原村    | 西庄内村                   | 西庄内村                            | 西庄内村                            | 西庄内村                      | 西庄内村                       | 昭和29年11月1日 庄内村         | 昭和30年4月1日 町制 庄内町  | 昭和30年4月1日 町制 庄内町   | 庄内町                      | 庄内町                 | 平成17年10月1日 由布市      | 由布市 |
| 大 分 郡 | 小原村                |                       | 原村                     | 明治13年 改称 庄内原村    | 西庄内村                   | 西庄内村                            | 西庄内村                            | 西庄内村                      | 西庄内村                       | 昭和29年11月1日 庄内村         | 昭和30年4月1日 町制 庄内町  | 昭和30年4月1日 町制 庄内町   | 庄内町                      | 庄内町                 | 平成17年10月1日 由布市      | 由布市 |
| 大 分 郡 | 東家村                |                       | 原村                     | 明治13年 改称 庄内原村    | 西庄内村                   | 西庄内村                            | 西庄内村                            | 西庄内村                      | 西庄内村                       | 昭和29年11月1日 庄内村         | 昭和30年4月1日 町制 庄内町  | 昭和30年4月1日 町制 庄内町   | 庄内町                      | 庄内町                 | 平成17年10月1日 由布市      | 由布市 |
| 大 分 郡 | 武宮村                | 武宮村                | 西村                     | 西村                      | 西庄内村                   | 西庄内村                            | 西庄内村                            | 西庄内村                      | 西庄内村                       | 昭和29年11月1日 庄内村         | 昭和30年4月1日 町制 庄内町  | 昭和30年4月1日 町制 庄内町   | 庄内町                      | 庄内町                 | 平成17年10月1日 由布市      | 由布市 |
| 大 分 郡 | 後田村                |                       | 西村                     | 西村                      | 西庄内村                   | 西庄内村                            | 西庄内村                            | 西庄内村                      | 西庄内村                       | 昭和29年11月1日 庄内村         | 昭和30年4月1日 町制 庄内町  | 昭和30年4月1日 町制 庄内町   | 庄内町                      | 庄内町                 | 平成17年10月1日 由布市      | 由布市 |
| 大 分 郡 | 蓑草村                |                       | 西村                     | 西村                      | 西庄内村                   | 西庄内村                            | 西庄内村                            | 西庄内村                      | 西庄内村                       | 昭和29年11月1日 庄内村         | 昭和30年4月1日 町制 庄内町  | 昭和30年4月1日 町制 庄内町   | 庄内町                      | 庄内町                 | 平成17年10月1日 由布市      | 由布市 |
| 大 分 郡 | 雲取村                | 雲取村                | 中村                     | 中村                      | 西庄内村                   | 西庄内村                            | 西庄内村                            | 西庄内村                      | 西庄内村                       | 昭和29年11月1日 庄内村         | 昭和30年4月1日 町制 庄内町  | 昭和30年4月1日 町制 庄内町   | 庄内町                      | 庄内町                 | 平成17年10月1日 由布市      | 由布市 |
| 大 分 郡 | 六郎丸村              |                       | 中村                     | 中村                      | 西庄内村                   | 西庄内村                            | 西庄内村                            | 西庄内村                      | 西庄内村                       | 昭和29年11月1日 庄内村         | 昭和30年4月1日 町制 庄内町  | 昭和30年4月1日 町制 庄内町   | 庄内町                      | 庄内町                 | 平成17年10月1日 由布市      | 由布市 |
| 大 分 郡 | 平良石村              | 平良石村              | 平石村                   | 平石村                    | 西庄内村                   | 西庄内村                            | 西庄内村                            | 西庄内村                      | 西庄内村                       | 昭和29年11月1日 庄内村         | 昭和30年4月1日 町制 庄内町  | 昭和30年4月1日 町制 庄内町   | 庄内町                      | 庄内町                 | 平成17年10月1日 由布市      | 由布市 |
| 大 分 郡 | 中無礼村（府内領）    |                       | 平石村                   | 平石村                    | 西庄内村                   | 西庄内村                            | 西庄内村                            | 西庄内村                      | 西庄内村                       | 昭和29年11月1日 庄内村         | 昭和30年4月1日 町制 庄内町  | 昭和30年4月1日 町制 庄内町   | 庄内町                      | 庄内町                 | 平成17年10月1日 由布市      | 由布市 |
| 大 分 郡 | 野畑村                | 野畑村                | 野畑村                   | 野畑村                    | 南庄内村                   | 南庄内村                            | 南庄内村                            | 南庄内村                      | 南庄内村                       | 昭和29年11月1日 庄内村         | 昭和30年4月1日 町制 庄内町  | 昭和30年4月1日 町制 庄内町   | 庄内町                      | 庄内町                 | 平成17年10月1日 由布市      | 由布市 |
| 大 分 郡 | 奈良田村              |                       | 野畑村                   | 野畑村                    | 南庄内村                   | 南庄内村                            | 南庄内村                            | 南庄内村                      | 南庄内村                       | 昭和29年11月1日 庄内村         | 昭和30年4月1日 町制 庄内町  | 昭和30年4月1日 町制 庄内町   | 庄内町                      | 庄内町                 | 平成17年10月1日 由布市      | 由布市 |
| 大 分 郡 | 直野内山村            | 直野内山村            | 直野内山村               | 直野内山村                | 南庄内村                   | 南庄内村                            | 南庄内村                            | 南庄内村                      | 南庄内村                       | 昭和29年11月1日 庄内村         | 昭和30年4月1日 町制 庄内町  | 昭和30年4月1日 町制 庄内町   | 庄内町                      | 庄内町                 | 平成17年10月1日 由布市      | 由布市 |
| 大 分 郡 | 入小野村              | 入小野村              | 柿原村                   | 柿原村                    | 南庄内村                   | 南庄内村                            | 南庄内村                            | 南庄内村                      | 南庄内村                       | 昭和29年11月1日 庄内村         | 昭和30年4月1日 町制 庄内町  | 昭和30年4月1日 町制 庄内町   | 庄内町                      | 庄内町                 | 平成17年10月1日 由布市      | 由布市 |
| 大 分 郡 | 富村                  |                       | 柿原村                   | 柿原村                    | 南庄内村                   | 南庄内村                            | 南庄内村                            | 南庄内村                      | 南庄内村                       | 昭和29年11月1日 庄内村         | 昭和30年4月1日 町制 庄内町  | 昭和30年4月1日 町制 庄内町   | 庄内町                      | 庄内町                 | 平成17年10月1日 由布市      | 由布市 |
| 大 分 郡 | 瓜生田村              |                       | 柿原村                   | 柿原村                    | 南庄内村                   | 南庄内村                            | 南庄内村                            | 南庄内村                      | 南庄内村                       | 昭和29年11月1日 庄内村         | 昭和30年4月1日 町制 庄内町  | 昭和30年4月1日 町制 庄内町   | 庄内町                      | 庄内町                 | 平成17年10月1日 由布市      | 由布市 |
| 大 分 郡 | 下田向村              |                       | 柿原村                   | 柿原村                    | 南庄内村                   | 南庄内村                            | 南庄内村                            | 南庄内村                      | 南庄内村                       | 昭和29年11月1日 庄内村         | 昭和30年4月1日 町制 庄内町  | 昭和30年4月1日 町制 庄内町   | 庄内町                      | 庄内町                 | 平成17年10月1日 由布市      | 由布市 |
| 大 分 郡 | 中淵村                | 中淵村                | 淵村                     | 淵村                      | 南庄内村                   | 南庄内村                            | 南庄内村                            | 南庄内村                      | 南庄内村                       | 昭和29年11月1日 庄内村         | 昭和30年4月1日 町制 庄内町  | 昭和30年4月1日 町制 庄内町   | 庄内町                      | 庄内町                 | 平成17年10月1日 由布市      | 由布市 |
| 大 分 郡 | 上淵村                |                       | 淵村                     | 淵村                      | 南庄内村                   | 南庄内村                            | 南庄内村                            | 南庄内村                      | 南庄内村                       | 昭和29年11月1日 庄内村         | 昭和30年4月1日 町制 庄内町  | 昭和30年4月1日 町制 庄内町   | 庄内町                      | 庄内町                 | 平成17年10月1日 由布市      | 由布市 |
| 直 入 郡 | 日ヶ暮村              | 日ヶ暮村              | 阿蘇野村                 | 阿蘇野村                  | 阿蘇野村                   | 阿蘇野村                            | 阿蘇野村                            | 阿蘇野村                      | 昭和25年1月1日 所属変更 大分郡 | 昭和29年11月1日 庄内村         | 昭和30年4月1日 町制 庄内町  | 昭和30年4月1日 町制 庄内町   | 庄内町                      | 庄内町                 | 平成17年10月1日 由布市      | 由布市 |
| 直 入 郡 | 伊小野村              |                       | 阿蘇野村                 | 阿蘇野村                  | 阿蘇野村                   | 阿蘇野村                            | 阿蘇野村                            | 阿蘇野村                      | 昭和25年1月1日 所属変更 大分郡 | 昭和29年11月1日 庄内村         | 昭和30年4月1日 町制 庄内町  | 昭和30年4月1日 町制 庄内町   | 庄内町                      | 庄内町                 | 平成17年10月1日 由布市      | 由布市 |
| 直 入 郡 | 高津原村              |                       | 阿蘇野村                 | 阿蘇野村                  | 阿蘇野村                   | 阿蘇野村                            | 阿蘇野村                            | 阿蘇野村                      | 昭和25年1月1日 所属変更 大分郡 | 昭和29年11月1日 庄内村         | 昭和30年4月1日 町制 庄内町  | 昭和30年4月1日 町制 庄内町   | 庄内町                      | 庄内町                 | 平成17年10月1日 由布市      | 由布市 |
| 直 入 郡 | 栢木村 （阿蘇野郷）   |                       | 阿蘇野村                 | 阿蘇野村                  | 阿蘇野村                   | 阿蘇野村                            | 阿蘇野村                            | 阿蘇野村                      | 昭和25年1月1日 所属変更 大分郡 | 昭和29年11月1日 庄内村         | 昭和30年4月1日 町制 庄内町  | 昭和30年4月1日 町制 庄内町   | 庄内町                      | 庄内町                 | 平成17年10月1日 由布市      | 由布市 |
| 直 入 郡 | 中野村 （阿蘇野郷）   |                       | 阿蘇野村                 | 阿蘇野村                  | 阿蘇野村                   | 阿蘇野村                            | 阿蘇野村                            | 阿蘇野村                      | 昭和25年1月1日 所属変更 大分郡 | 昭和29年11月1日 庄内村         | 昭和30年4月1日 町制 庄内町  | 昭和30年4月1日 町制 庄内町   | 庄内町                      | 庄内町                 | 平成17年10月1日 由布市      | 由布市 |
| 直 入 郡 | 原中山村              |                       | 阿蘇野村                 | 阿蘇野村                  | 阿蘇野村                   | 阿蘇野村                            | 阿蘇野村                            | 阿蘇野村                      | 昭和25年1月1日 所属変更 大分郡 | 昭和29年11月1日 庄内村         | 昭和30年4月1日 町制 庄内町  | 昭和30年4月1日 町制 庄内町   | 庄内町                      | 庄内町                 | 平成17年10月1日 由布市      | 由布市 |
| 直 入 郡 | 井手下村              |                       | 阿蘇野村                 | 阿蘇野村                  | 阿蘇野村                   | 阿蘇野村                            | 阿蘇野村                            | 阿蘇野村                      | 昭和25年1月1日 所属変更 大分郡 | 昭和29年11月1日 庄内村         | 昭和30年4月1日 町制 庄内町  | 昭和30年4月1日 町制 庄内町   | 庄内町                      | 庄内町                 | 平成17年10月1日 由布市      | 由布市 |
| 直 入 郡 | 上重村                |                       | 阿蘇野村                 | 阿蘇野村                  | 阿蘇野村                   | 阿蘇野村                            | 阿蘇野村                            | 阿蘇野村                      | 昭和25年1月1日 所属変更 大分郡 | 昭和29年11月1日 庄内村         | 昭和30年4月1日 町制 庄内町  | 昭和30年4月1日 町制 庄内町   | 庄内町                      | 庄内町                 | 平成17年10月1日 由布市      | 由布市 |
| 速 見 郡 | 北温湯村              | 北温湯村              | 川上村                   | 川上村                    | 北由布村                   | 北由布村                            | 昭和11年4月1日 由布院村             | 昭和23年1月1日 町制 由布院町  | 昭和25年1月1日 所属変更 大分郡 | 昭和25年1月1日 所属変更 大分郡 | 昭和30年2月1日 湯布院町     | 昭和30年2月1日 湯布院町      | 湯布院町                    | 湯布院町               | 平成17年10月1日 由布市      | 由布市 |
| 速 見 郡 | 若杉山石原村          |                       | 川上村                   | 川上村                    | 北由布村                   | 北由布村                            | 昭和11年4月1日 由布院村             | 昭和23年1月1日 町制 由布院町  | 昭和25年1月1日 所属変更 大分郡 | 昭和25年1月1日 所属変更 大分郡 | 昭和30年2月1日 湯布院町     | 昭和30年2月1日 湯布院町      | 湯布院町                    | 湯布院町               | 平成17年10月1日 由布市      | 由布市 |
| 速 見 郡 | 並柳村                |                       | 川上村                   | 川上村                    | 北由布村                   | 北由布村                            | 昭和11年4月1日 由布院村             | 昭和23年1月1日 町制 由布院町  | 昭和25年1月1日 所属変更 大分郡 | 昭和25年1月1日 所属変更 大分郡 | 昭和30年2月1日 湯布院町     | 昭和30年2月1日 湯布院町      | 湯布院町                    | 湯布院町               | 平成17年10月1日 由布市      | 由布市 |
| 速 見 郡 | 南温湯村              |                       | 川上村                   | 川上村                    | 北由布村                   | 北由布村                            | 昭和11年4月1日 由布院村             | 昭和23年1月1日 町制 由布院町  | 昭和25年1月1日 所属変更 大分郡 | 昭和25年1月1日 所属変更 大分郡 | 昭和30年2月1日 湯布院町     | 昭和30年2月1日 湯布院町      | 湯布院町                    | 湯布院町               | 平成17年10月1日 由布市      | 由布市 |
| 速 見 郡 | 南乙丸村              |                       | 川上村                   | 川上村                    | 北由布村                   | 北由布村                            | 昭和11年4月1日 由布院村             | 昭和23年1月1日 町制 由布院町  | 昭和25年1月1日 所属変更 大分郡 | 昭和25年1月1日 所属変更 大分郡 | 昭和30年2月1日 湯布院町     | 昭和30年2月1日 湯布院町      | 湯布院町                    | 湯布院町               | 平成17年10月1日 由布市      | 由布市 |
| 速 見 郡 | 北乙丸村              |                       | 川上村                   | 川上村                    | 北由布村                   | 北由布村                            | 昭和11年4月1日 由布院村             | 昭和23年1月1日 町制 由布院町  | 昭和25年1月1日 所属変更 大分郡 | 昭和25年1月1日 所属変更 大分郡 | 昭和30年2月1日 湯布院町     | 昭和30年2月1日 湯布院町      | 湯布院町                    | 湯布院町               | 平成17年10月1日 由布市      | 由布市 |
| 速 見 郡 | 荒木村                | 荒木村                | 川北村                   | 川北村                    | 北由布村                   | 北由布村                            | 昭和11年4月1日 由布院村             | 昭和23年1月1日 町制 由布院町  | 昭和25年1月1日 所属変更 大分郡 | 昭和25年1月1日 所属変更 大分郡 | 昭和30年2月1日 湯布院町     | 昭和30年2月1日 湯布院町      | 湯布院町                    | 湯布院町               | 平成17年10月1日 由布市      | 由布市 |
| 速 見 郡 | 石武村                |                       | 川北村                   | 川北村                    | 北由布村                   | 北由布村                            | 昭和11年4月1日 由布院村             | 昭和23年1月1日 町制 由布院町  | 昭和25年1月1日 所属変更 大分郡 | 昭和25年1月1日 所属変更 大分郡 | 昭和30年2月1日 湯布院町     | 昭和30年2月1日 湯布院町      | 湯布院町                    | 湯布院町               | 平成17年10月1日 由布市      | 由布市 |
| 速 見 郡 | 光永村                |                       | 川北村                   | 川北村                    | 北由布村                   | 北由布村                            | 昭和11年4月1日 由布院村             | 昭和23年1月1日 町制 由布院町  | 昭和25年1月1日 所属変更 大分郡 | 昭和25年1月1日 所属変更 大分郡 | 昭和30年2月1日 湯布院町     | 昭和30年2月1日 湯布院町      | 湯布院町                    | 湯布院町               | 平成17年10月1日 由布市      | 由布市 |
| 速 見 郡 | 塚原村                | 塚原村                | 塚原村                   | 塚原村                    | 北由布村                   | 北由布村                            | 昭和11年4月1日 由布院村             | 昭和23年1月1日 町制 由布院町  | 昭和25年1月1日 所属変更 大分郡 | 昭和25年1月1日 所属変更 大分郡 | 昭和30年2月1日 湯布院町     | 昭和30年2月1日 湯布院町      | 湯布院町                    | 湯布院町               | 平成17年10月1日 由布市      | 由布市 |
| 速 見 郡 | 妙祖村                | 妙祖村                | 中川村                   | 中川村                    | 南由布村                   | 南由布村                            | 昭和11年4月1日 由布院村             | 昭和23年1月1日 町制 由布院町  | 昭和25年1月1日 所属変更 大分郡 | 昭和25年1月1日 所属変更 大分郡 | 昭和30年2月1日 湯布院町     | 昭和30年2月1日 湯布院町      | 湯布院町                    | 湯布院町               | 平成17年10月1日 由布市      | 由布市 |
| 速 見 郡 | 中依村                |                       | 中川村                   | 中川村                    | 南由布村                   | 南由布村                            | 昭和11年4月1日 由布院村             | 昭和23年1月1日 町制 由布院町  | 昭和25年1月1日 所属変更 大分郡 | 昭和25年1月1日 所属変更 大分郡 | 昭和30年2月1日 湯布院町     | 昭和30年2月1日 湯布院町      | 湯布院町                    | 湯布院町               | 平成17年10月1日 由布市      | 由布市 |
| 速 見 郡 | 下依村                |                       | 中川村                   | 中川村                    | 南由布村                   | 南由布村                            | 昭和11年4月1日 由布院村             | 昭和23年1月1日 町制 由布院町  | 昭和25年1月1日 所属変更 大分郡 | 昭和25年1月1日 所属変更 大分郡 | 昭和30年2月1日 湯布院町     | 昭和30年2月1日 湯布院町      | 湯布院町                    | 湯布院町               | 平成17年10月1日 由布市      | 由布市 |
| 速 見 郡 | 中園村                |                       | 中川村                   | 中川村                    | 南由布村                   | 南由布村                            | 昭和11年4月1日 由布院村             | 昭和23年1月1日 町制 由布院町  | 昭和25年1月1日 所属変更 大分郡 | 昭和25年1月1日 所属変更 大分郡 | 昭和30年2月1日 湯布院町     | 昭和30年2月1日 湯布院町      | 湯布院町                    | 湯布院町               | 平成17年10月1日 由布市      | 由布市 |
| 速 見 郡 | 水地村                |                       | 中川村                   | 中川村                    | 南由布村                   | 南由布村                            | 昭和11年4月1日 由布院村             | 昭和23年1月1日 町制 由布院町  | 昭和25年1月1日 所属変更 大分郡 | 昭和25年1月1日 所属変更 大分郡 | 昭和30年2月1日 湯布院町     | 昭和30年2月1日 湯布院町      | 湯布院町                    | 湯布院町               | 平成17年10月1日 由布市      | 由布市 |
| 速 見 郡 | 石松村                | 石松村                | 川南村                   | 川南村                    | 南由布村                   | 南由布村                            | 昭和11年4月1日 由布院村             | 昭和23年1月1日 町制 由布院町  | 昭和25年1月1日 所属変更 大分郡 | 昭和25年1月1日 所属変更 大分郡 | 昭和30年2月1日 湯布院町     | 昭和30年2月1日 湯布院町      | 湯布院町                    | 湯布院町               | 平成17年10月1日 由布市      | 由布市 |
| 速 見 郡 | 山崎村                |                       | 川南村                   | 川南村                    | 南由布村                   | 南由布村                            | 昭和11年4月1日 由布院村             | 昭和23年1月1日 町制 由布院町  | 昭和25年1月1日 所属変更 大分郡 | 昭和25年1月1日 所属変更 大分郡 | 昭和30年2月1日 湯布院町     | 昭和30年2月1日 湯布院町      | 湯布院町                    | 湯布院町               | 平成17年10月1日 由布市      | 由布市 |
| 速 見 郡 | 平村                  |                       | 川南村                   | 川南村                    | 南由布村                   | 南由布村                            | 昭和11年4月1日 由布院村             | 昭和23年1月1日 町制 由布院町  | 昭和25年1月1日 所属変更 大分郡 | 昭和25年1月1日 所属変更 大分郡 | 昭和30年2月1日 湯布院町     | 昭和30年2月1日 湯布院町      | 湯布院町                    | 湯布院町               | 平成17年10月1日 由布市      | 由布市 |
| 速 見 郡 | 内徳野村              | 内徳野村              | 川西村                   | 川西村                    | 南由布村                   | 南由布村                            | 昭和11年4月1日 由布院村             | 昭和23年1月1日 町制 由布院町  | 昭和25年1月1日 所属変更 大分郡 | 昭和25年1月1日 所属変更 大分郡 | 昭和30年2月1日 湯布院町     | 昭和30年2月1日 湯布院町      | 湯布院町                    | 湯布院町               | 平成17年10月1日 由布市      | 由布市 |
| 速 見 郡 | 山浦村（由布院）      |                       | 川西村                   | 川西村                    | 南由布村                   | 南由布村                            | 昭和11年4月1日 由布院村             | 昭和23年1月1日 町制 由布院町  | 昭和25年1月1日 所属変更 大分郡 | 昭和25年1月1日 所属変更 大分郡 | 昭和30年2月1日 湯布院町     | 昭和30年2月1日 湯布院町      | 湯布院町                    | 湯布院町               | 平成17年10月1日 由布市      | 由布市 |
| 速 見 郡 | 前徳野村              |                       | 川西村                   | 川西村                    | 南由布村                   | 南由布村                            | 昭和11年4月1日 由布院村             | 昭和23年1月1日 町制 由布院町  | 昭和25年1月1日 所属変更 大分郡 | 昭和25年1月1日 所属変更 大分郡 | 昭和30年2月1日 湯布院町     | 昭和30年2月1日 湯布院町      | 湯布院町                    | 湯布院町               | 平成17年10月1日 由布市      | 由布市 |
| 速 見 郡 | 津々良村              |                       | 川西村                   | 川西村                    | 南由布村                   | 南由布村                            | 昭和11年4月1日 由布院村             | 昭和23年1月1日 町制 由布院町  | 昭和25年1月1日 所属変更 大分郡 | 昭和25年1月1日 所属変更 大分郡 | 昭和30年2月1日 湯布院町     | 昭和30年2月1日 湯布院町      | 湯布院町                    | 湯布院町               | 平成17年10月1日 由布市      | 由布市 |
| 速 見 郡 | 畑村                  | 畑村                  | 下川村                   | 下川村                    | 湯平村                     | 明治32年3月7日 所属変更 大分郡      | 明治32年3月7日 所属変更 大分郡      | 湯平村                        | 湯平村                         | 湯平村                         | 昭和30年2月1日 湯布院町     | 昭和30年2月1日 湯布院町      | 湯布院町                    | 湯布院町               | 平成17年10月1日 由布市      | 由布市 |
| 速 見 郡 | 小平村                |                       | 下川村                   | 下川村                    | 湯平村                     | 明治32年3月7日 所属変更 大分郡      | 明治32年3月7日 所属変更 大分郡      | 湯平村                        | 湯平村                         | 湯平村                         | 昭和30年2月1日 湯布院町     | 昭和30年2月1日 湯布院町      | 湯布院町                    | 湯布院町               | 平成17年10月1日 由布市      | 由布市 |
| 速 見 郡 | 幸野村                |                       | 下川村                   | 下川村                    | 湯平村                     | 明治32年3月7日 所属変更 大分郡      | 明治32年3月7日 所属変更 大分郡      | 湯平村                        | 湯平村                         | 湯平村                         | 昭和30年2月1日 湯布院町     | 昭和30年2月1日 湯布院町      | 湯布院町                    | 湯布院町               | 平成17年10月1日 由布市      | 由布市 |
| 速 見 郡 | 谷川村                | 谷川村                | 谷川村                   | 谷川村                    | 湯平村                     | 明治32年3月7日 所属変更 大分郡      | 明治32年3月7日 所属変更 大分郡      | 湯平村                        | 湯平村                         | 湯平村                         | 昭和30年2月1日 湯布院町     | 昭和30年2月1日 湯布院町      | 湯布院町                    | 湯布院町               | 平成17年10月1日 由布市      | 由布市 |

## 行政
歴代郡長
| 代 | 氏名     | 就任年月日                | 退任年月日                | 備考                   |
| -- | -------- | ------------------------- | ------------------------- | ---------------------- |
| 1  | 野尻邦基 | 明治11年（1878年）11月1日 |                           |                        |
|    |          |                           | 大正15年（1926年）6月30日 | 郡役所廃止により、廃官 |